# Rover (automobile)
Vous lisez un « bon article » labellisé en 2020.
Pour les articles homonymes, voir Rover.
Rover est un ancien constructeur automobile britannique, actif de 1904 jusqu'à sa faillite en 2005. D'abord fabricant de cycles à la fin du XIXe siècle, l'entreprise se spécialise dans les automobiles haut-de-gamme dès le début du XXe siècle, segment dans lequel elle parvient à s'imposer au cours des années 1930. Au lendemain de la Seconde Guerre mondiale, Rover expérimente la propulsion à gaz et, tout en continuant à proposer des berlines de standing, s'impose comme un constructeur de premier plan de véhicules tout-terrains, avec les Land et Range Rover.
La qualité de ses produits, comme leur performance, était reconnue à tel point que son premier modèle d'après-guerre essayé par le magazine Road & Track en 1952 a été décrit comme la meilleure automobile de l'époque, à l'exception d'une Rolls-Royce.
Constructeur indépendant jusqu'en 1966, Rover est alors acheté par Leyland Motors qui formera le futur groupe British Leyland, plus tard Rover Group. Rover, amputé des véhicules Land Rover depuis 1978, est cédé en 1994 avec l'ensemble des marques du groupe au constructeur allemand BMW qui se sépare en mars 2000 de nombre de ses autres filiales. Rover est alors revendu au profit d'investisseurs indépendants qui n'arriveront pas à sauver l'entreprise de la faillite, prononcée en avril 2005.
Les droits d'utilisation de la marque appartiennent depuis 2008 au constructeur Jaguar Land Rover, propriété du groupe automobile indien Tata, qui n'en fait aucun usage.

## Histoire

### Les débuts

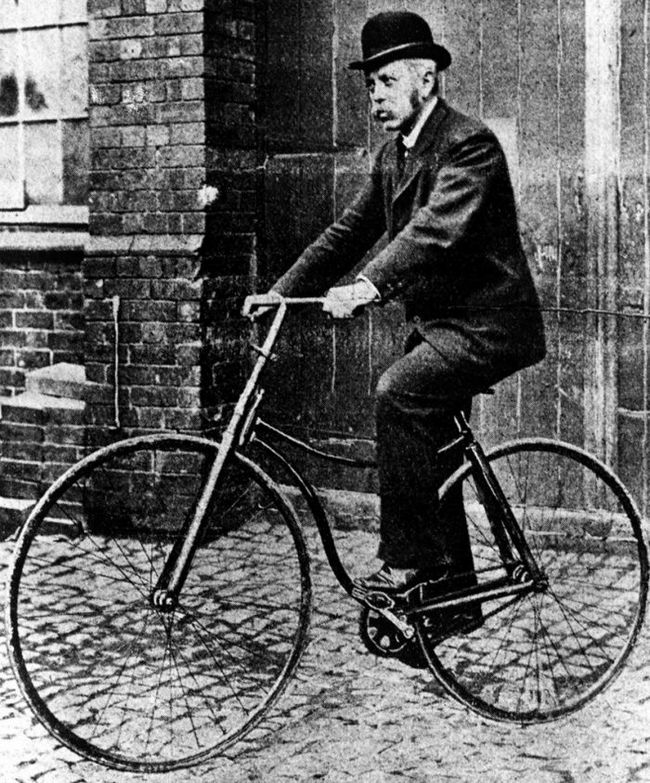
Starley au guidon du safety bicycle.

#### Des cycles aux automobiles
En 1884, l'entreprise Starley & Sutton Co., basée à Coventry et fondée par John Kemp Starley et William Sutton, produit son premier tricycle. En 1885, Starley présente l'un des premiers modèles de bicyclette moderne, à chaîne, le Rover Safety Bicycle. Devenue plus tard la J. K. Starley & Co. Ltd, elle prend officiellement le nom de Rover Cycle Company Ltd en 1896. En 1899, Starley importe de France certaines des premières motos Peugeot : son premier projet a été d'équiper l'un de ses vélos d'un moteur mais il meurt en octobre 1901 à l'âge de 46 ans.
L'entreprise s'oriente alors vers la production automobile sous l'influence de Harry Smith, son successeur, et de Harry John Lawson, dont l'entreprise produit des automobiles Daimler. En 1904 est lancée la toute première automobile, la Rover 8. Ce véhicule, conçu par Edmund Lewis, ancien de Daimler, marque déjà un jalon dans l'histoire automobile alors balbutiante, en ce sens que son châssis n'est plus inspiré des anciens véhicules hippomobiles. En 1911 est introduit un modèle de 12 cv dont le succès est tel que Rover poursuit une politique de modèle unique jusqu'en 1914.
Dans le cadre de l'effort de guerre, Rover fournit à destination des armées britannique et russe des motocyclettes et produit sous licence des camions Maudslay et des ambulances Sunbeam. La production de motos prend définitivement fin en 1924 compte tenu du succès rencontré par les productions automobiles de la marque. En deux décennies, la production estimée de motocyclettes est de plus de 10 000 exemplaires.

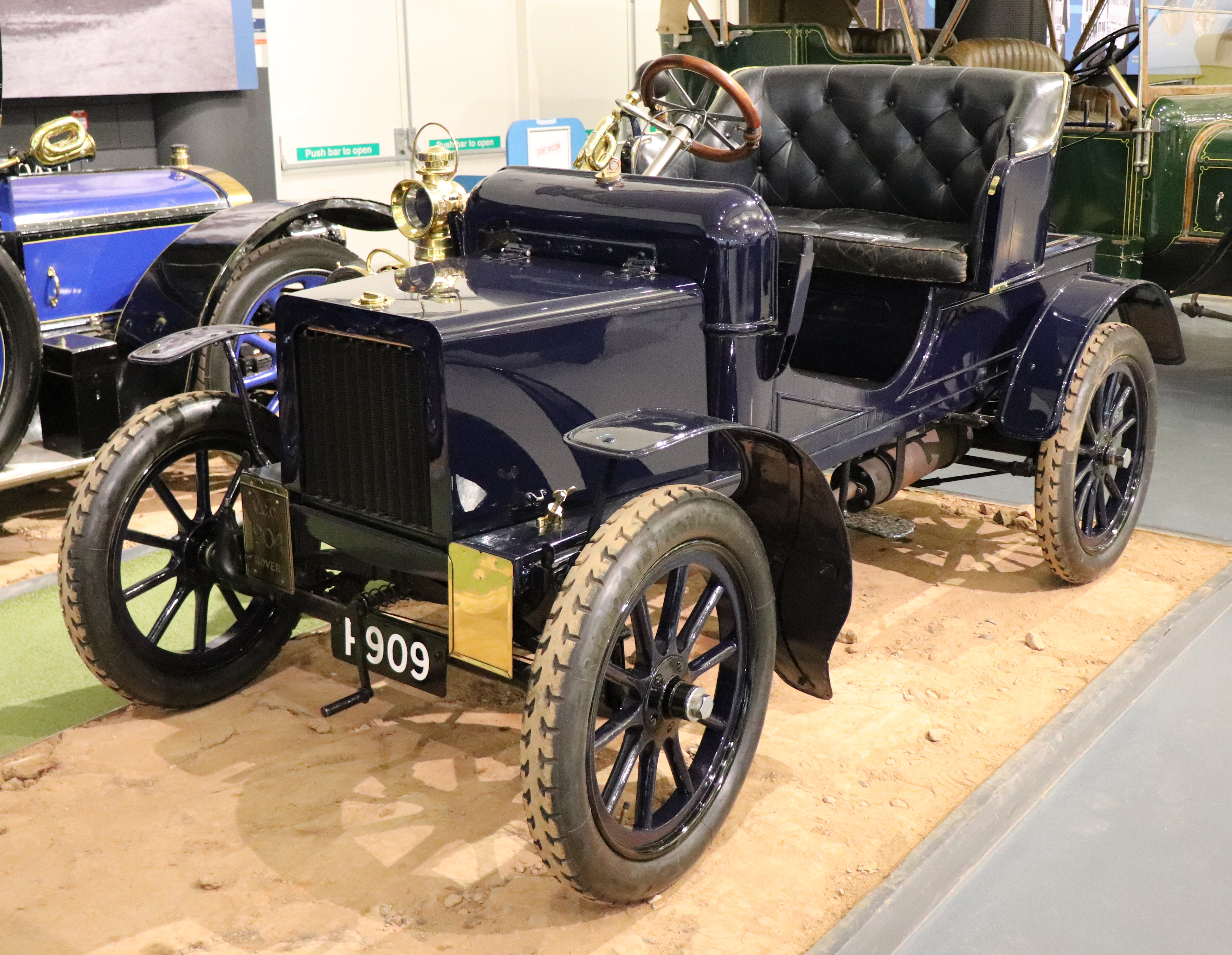
Une Rover 8 de 1904.
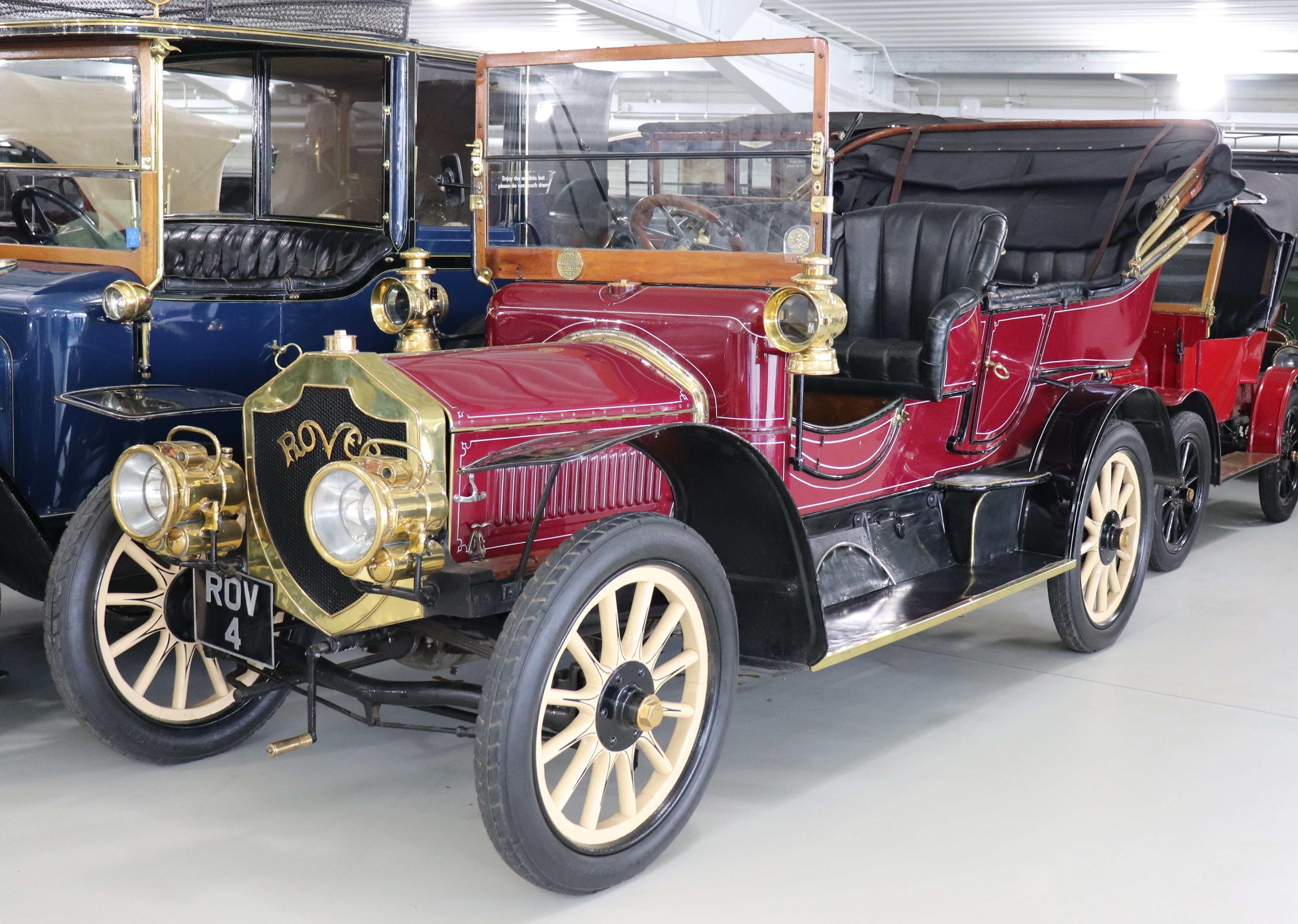
Une Rover 20 de 1907.
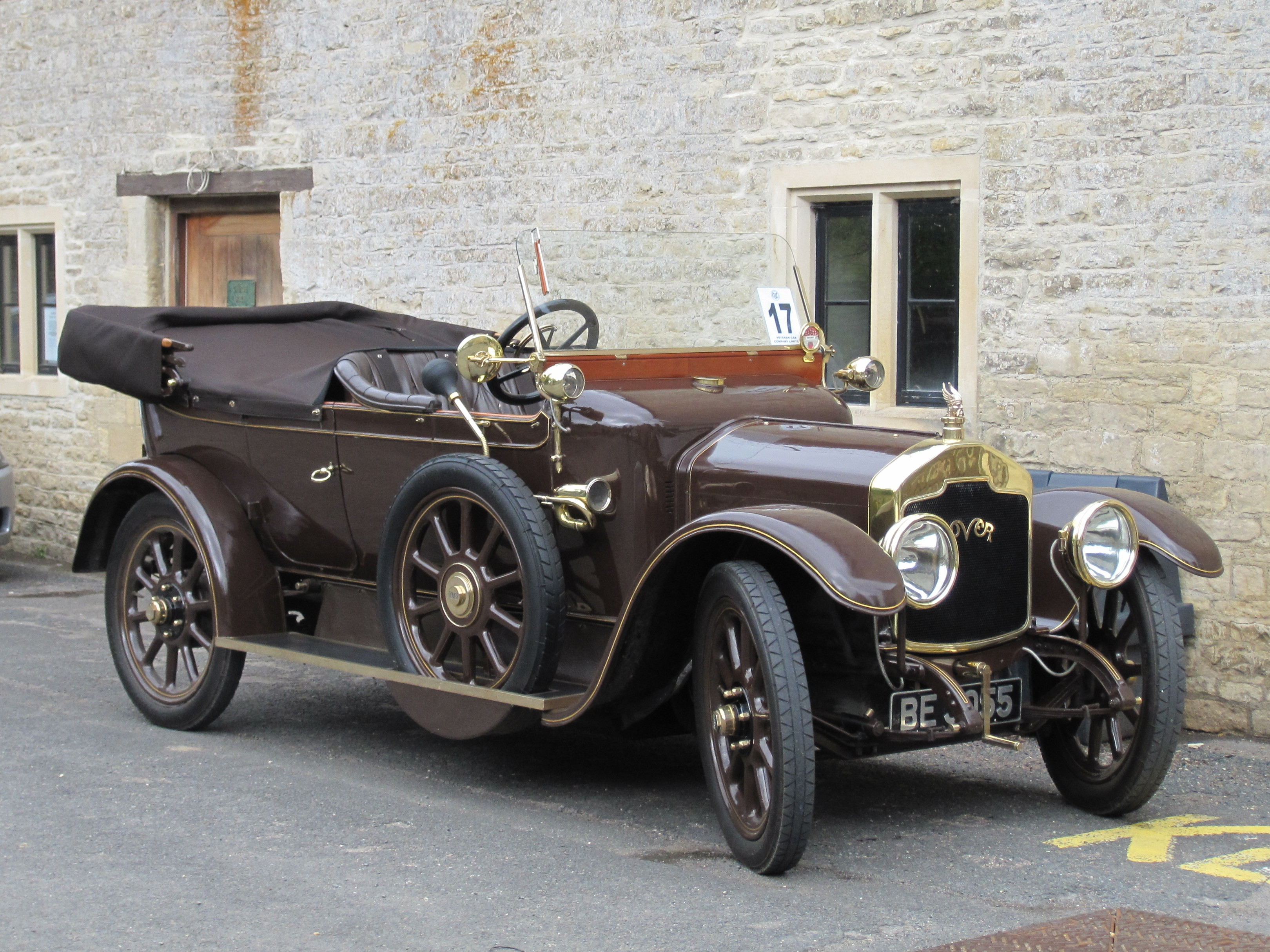
Une Rover 12 de 1914.

#### Difficiles années 1920

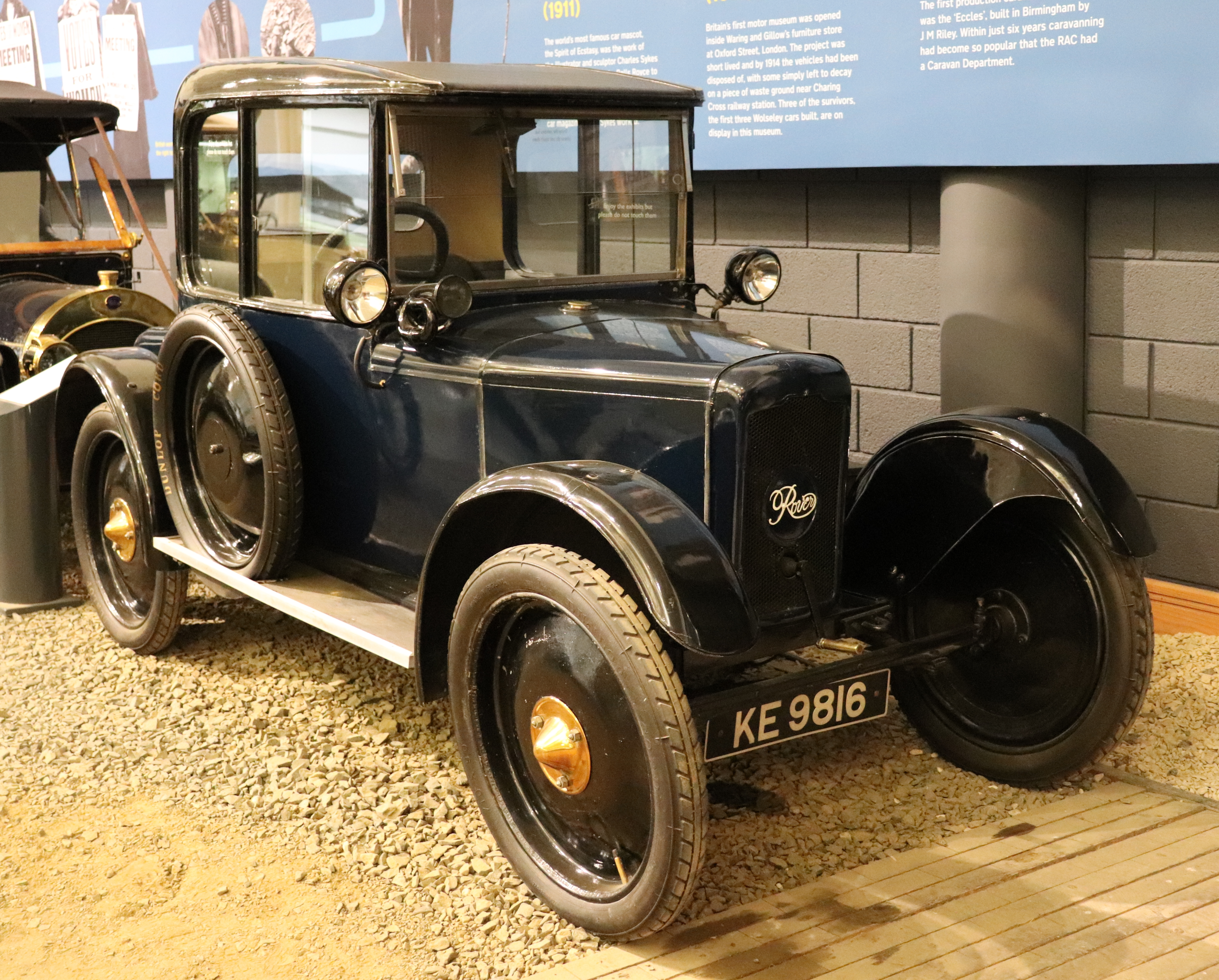
Une Rover 8 de 1922.

Les années 1920 sont difficiles pour l'entreprise. Rover conclut en 1920 un accord avec Jack Sangster, un jeune ingénieur, pour la production d'un petit modèle de 8 cv. Mais l'entreprise est rapidement contrainte de baisser drastiquement ses prix de 300 à 160 £ pour faire face à la concurrence féroce des nouvelles Austin 7, Citroën Type C 5HP et autres Morris, cette dernière marque détenant en 1925 près de 41 % du marché britannique. En 1925 sort la 14/45 puis l'année suivante la 16/50. Ces modèles n'aideront pas Rover à améliorer sa situation industrielle et financière : trop lourdes, elles se révèlent sous-motorisées, et leur coût de production les rend prohibitives sur le marché. Seuls 2 000 exemplaires sont produits en quatre ans. En cette fin des années 1920, la firme court droit à la faillite, comme beaucoup d'autres constructeurs à la même époque. Un fait d'arme permet néanmoins à la marque de faire la une de la presse britannique : en 1930, Dudley Noble remporte la Course du Train bleu au volant d'une Rover Light Six, avec 20 minutes d'avance sur le train.
Après plusieurs changements à la tête de l'entreprise et au conseil d'administration, une restructuration de Rover est amorcée par le nouveau directeur général Frank Searle. Il recrute en 1929 Spencer Wilks, débauché d'Hillman, comme directeur stratégique (general manager). D'autres employés de Hillman suivent, à commencer par Maurice Wilks en 1930. Frère du précédent, il devient ingénieur en chef de la marque ; l'un et l'autre resteront dans l'entreprise respectivement jusqu'en 1962 et 1963,.
Alors que Frank Searle pense que l'avenir de Rover repose sur la production massive de voitures économiques, Spencer Wilks considère au contraire que la recherche de la qualité doit devenir le fer de lance de la marque et cherche à faire monter en gamme Rover. Le projet Scarab concrétise les ambitions de Searle : une petite voiture à deux portes et quatre places, équipée d'un bicylindre en V dont le prix envisagé était de 89 £. Mais après la production de 12 prototypes, le projet est définitivement abandonné en 1931, non sans avoir attiré l'attention de Ferdinand Porsche.

### Un constructeur renommé

#### Redressement et reconnaissance

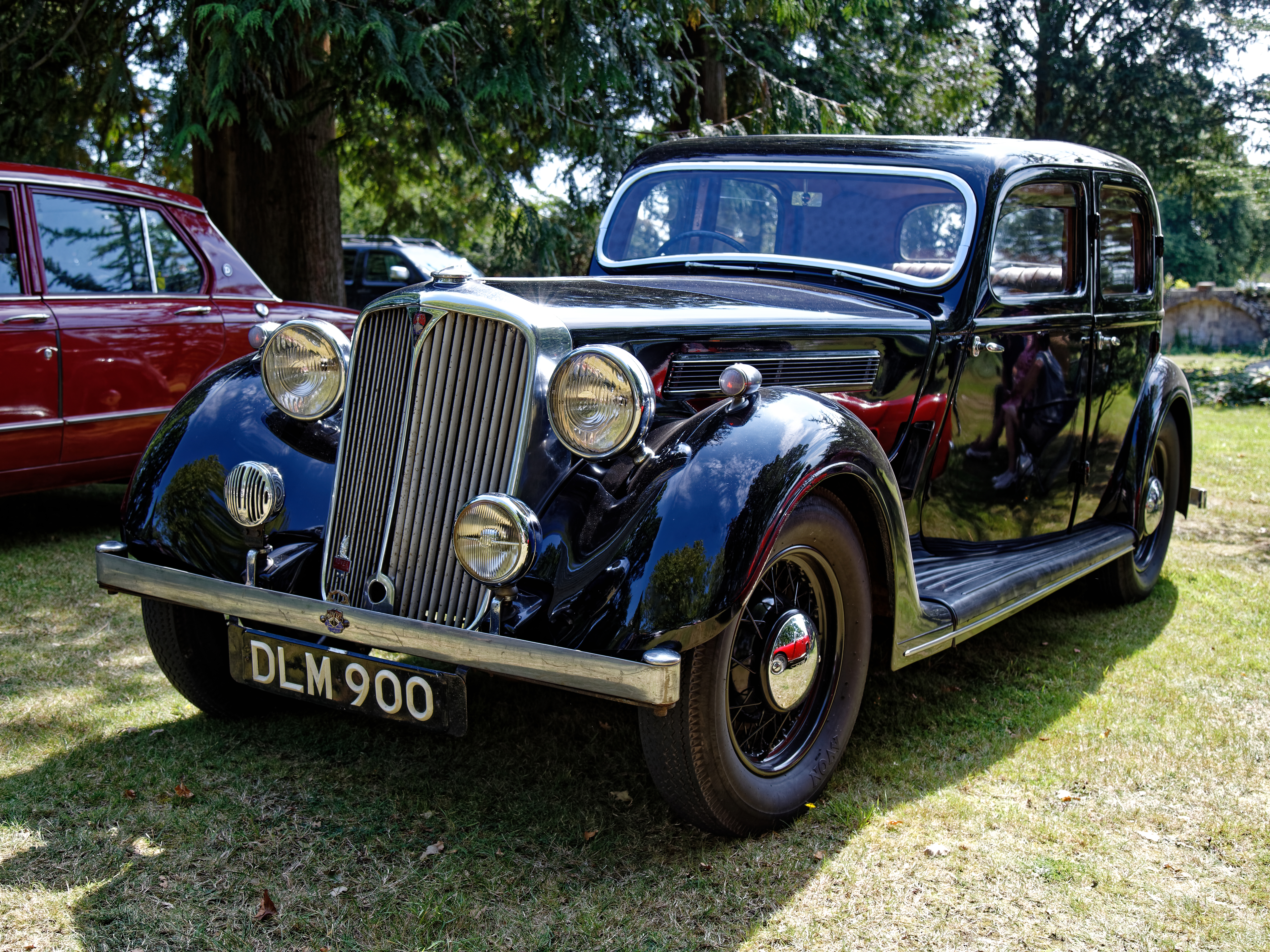
Une Rover P2 de 1936.

Spencer Wilks, de son côté, encourage la production d'un nouveau moteur six cylindres, destiné à des véhicules de plus haut standing, ainsi qu'une nouvelle usine à Coventry, sur Helen Street. La situation financière devient critique, avec des pertes record de 80 000 £ en 1931. Spencer Wilks entre alors au conseil d'administration avec l'aide de Howe Graham, financier avisé, de même que les créanciers du constructeur. Un programme de rationalisation est mis en place et les pertes reculent rapidement, permettant même à l'entreprise de renouer avec les bénéfices dès 1933, ceux-ci dépassant les 150 000 £ en 1935. Malgré les difficultés et les erreurs commises, Rover survit donc à cette période délicate. Après le départ de Franck Searle en 1932, Spencer Wilks est nommé directeur général (managing director) en 1934.
En 1937, une importante campagne de communication accompagne le lancement de la nouvelle série P2. La marque adopte un nouveau slogan One of Britain's fine cars (« L'une des plus belles voitures de Grande-Bretagne ») et des encarts publicitaires présentent la Rover 16 cv comme étant la voiture des membres du Parlement. Bien accueillie par la presse, The Daily Telegraph ira jusqu'à en faire les « Rolls-Royce des voitures légères », « majestueuses » et « élégantes ». Sous l'impulsion des frères Wilks, Rover est devenue une marque de standing, prisée de l'aristocratie et de la bourgeoisie.
En 1938, la production n'atteint cependant que 10 516 unités, soit 3,1 % de la production nationale, pour une part de marché équivalente, à 3,2 % en 1939. Alors que de nouveaux modèles sont mis en production ou annoncés pour renforcer la position de la marque, le déclenchement de la Seconde Guerre mondiale entraîne une chute de la production automobile, provisoirement arrêtée en mai 1940.

#### La Seconde Guerre mondiale et ses conséquences
À partir de 1936, le gouvernement britannique lance un programme de réarmement dont l'un des volets comprend la construction d'usines dites fantômes dont la gestion étaient assurés par des entreprises privées. Deux d'entre elles échoient à Rover : l'une à Birmingham dans le quartier d'Acocks Green, mise en service en 1937, et l'autre, plus importante, à Solihull, à partir de septembre 1940, toutes deux destinées à la fabrication de moteurs et de cellules d'avions. Progressivement, l'ensemble des usines de la marque se consacrent à l'effort de guerre.
Rover noue également un partenariat à compter de 1940-1941 avec la société Power Jets de Frank Whittle pour développer et produire un tout nouveau moteur à réaction. L'ingénieur en chef de Rover, Maurice Wilks, est responsable de l'équipe de développement du moteur et en améliore les performances. Les essais commencent à la fin octobre 1941. Le partenariat achoppe néanmoins, tant en raison de l'attitude des équipes de Rover que de divergences techniques, conduisant Rover à transmettre le projet à Rolls-Royce en échange de son usine de moteurs de chars.
L'usine d'origine du constructeur, située Helen Street à Coventry, est gravement endommagée par les bombardements et rapidement vendue à l'issue de la guerre, rompant ainsi définitivement le lien entre le constructeur et la ville. Une fois la décision prise de déménager la production à l'usine de Solihull se pose la question du nouveau modèle à mettre sur les rails : une petite voiture économique, adaptée à la situation de l'immédiat après-guerre ou une voiture de luxe dans la tradition d'avant-guerre ? S'inspirant de la Fiat 500 Topolino, Rover commence par développer un petit modèle, dit M1, au design néanmoins conventionnel sur requête de Maurice Wilks. Malgré la production d'un prototype en 1946, le projet est finalement abandonné en 1947,. Dans le cadre du développement d'un modèle de plus grand standing, le constructeur est tiraillé entre son image de marque traditionnelle et prestigieuse et l'envie de se rapprocher des canons stylistiques de l'époque. La future P3 illustre le dilemme de la marque : elle inaugure tant un nouveau châssis qu'un nouveau moteur, mais avec une carrosserie traditionnelle, quasi-inchangée depuis les P2 d'avant-guerre.
En 1948, Rover présente deux nouveaux véhicules : un tout-terrain rudimentaire, le Land Rover, et la nouvelle P3. Le constructeur, en sortant rapidement cette nouvelle voiture au design peu travaillé, se donne en réalité du temps pour refermer la période de guerre et adopter une nouvelle organisation industrielle. Les ingénieurs et responsables de la marque, au premier rang desquels les frères Wilks, étudient les tendances en cours et notamment la Studebaker Champion à carrosserie ponton. À la sortie de la P4 en 1949, Rover ne s'est pas précipité dans l'adoption d'un nouveau style — à l'inverse d'une partie de la concurrence — tout en prenant le train de la modernité en marche en avance sur d'autres constructeurs, notamment Daimler, Triumph ou Citroën dont le design rappelle toujours les années 1930,.

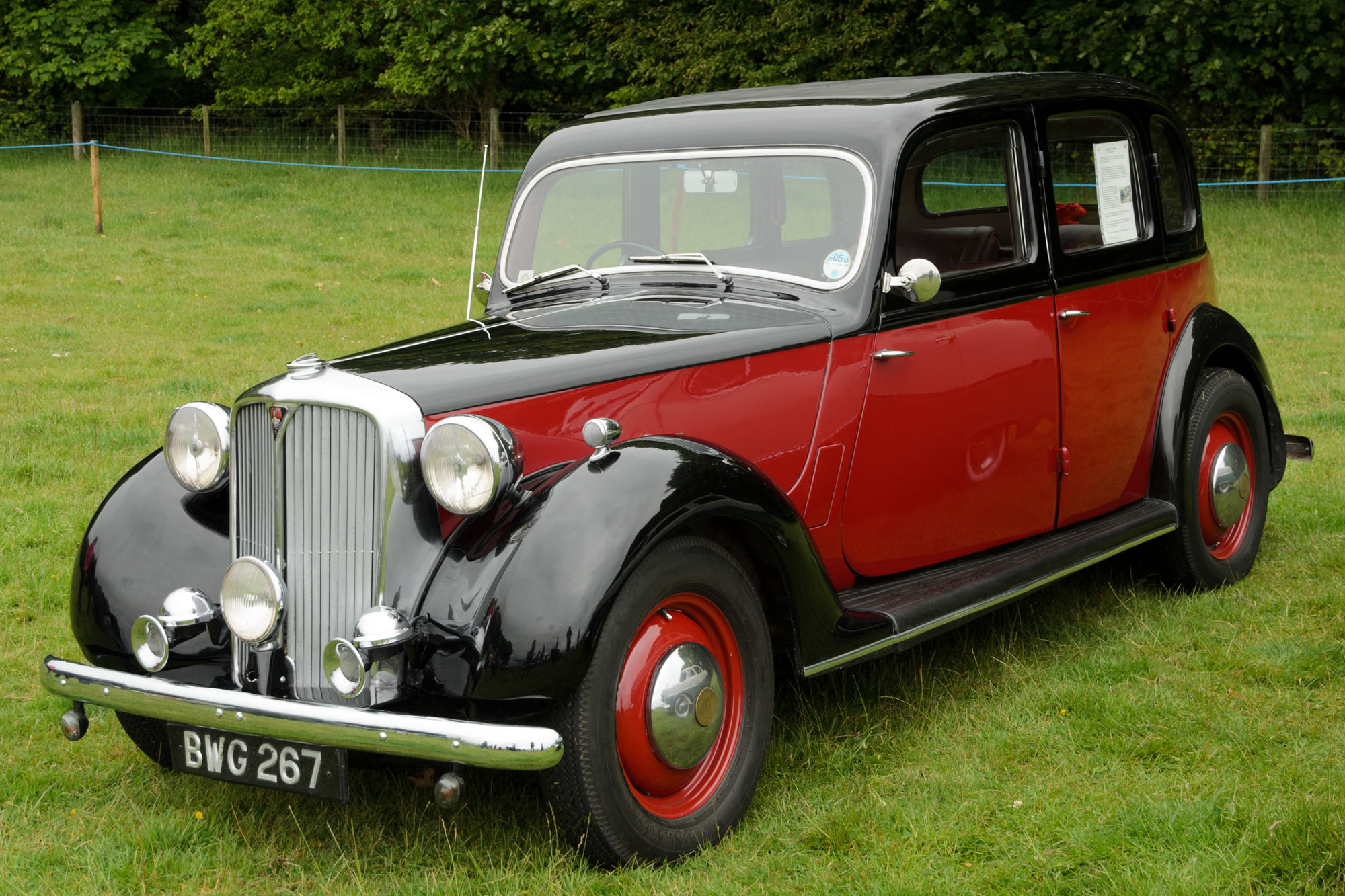
Une Rover P3 de 1948.
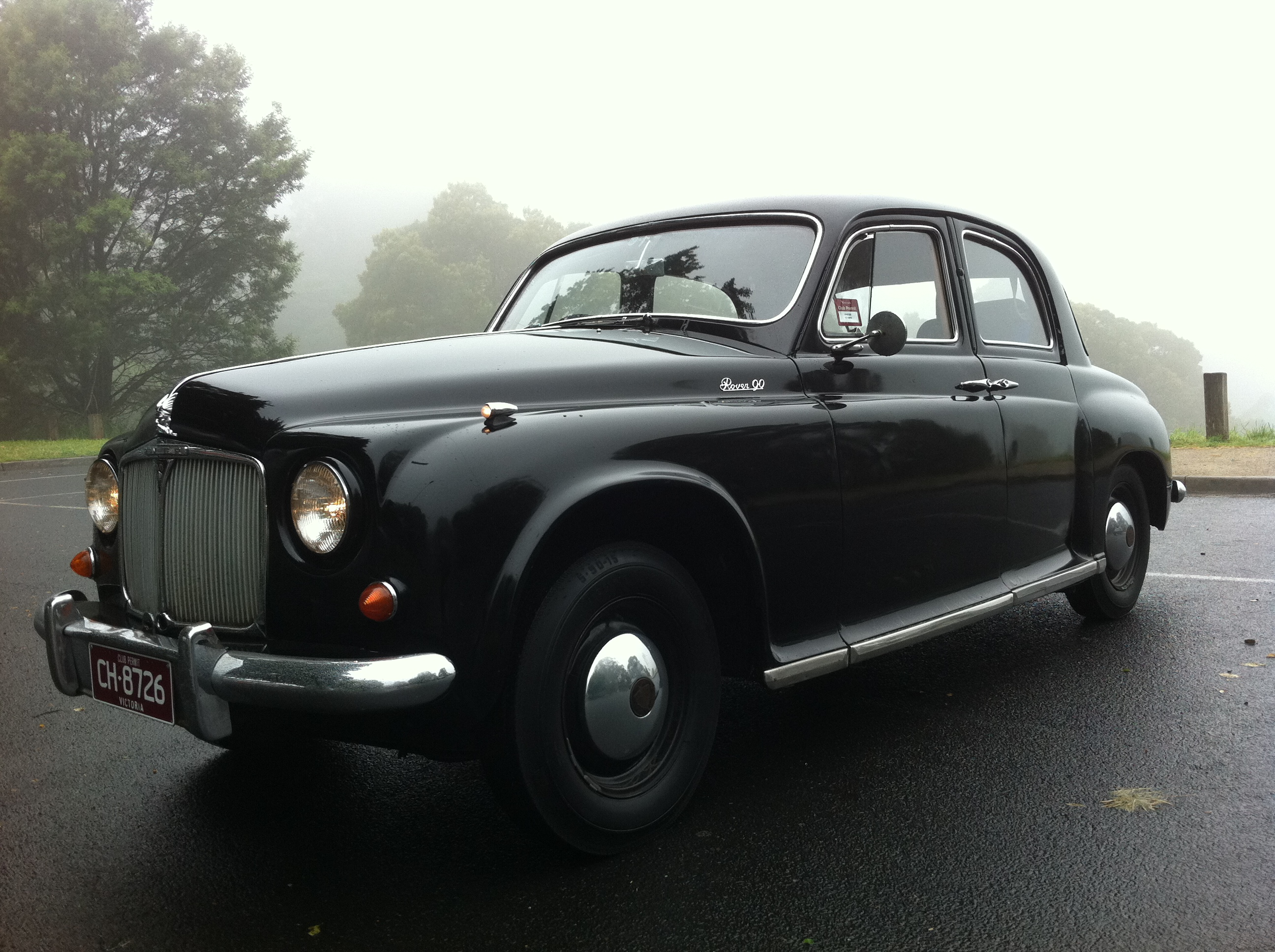
Une Rover P4 de 1955.

### L'âge d'or

#### Expérimentation de la propulsion à gaz

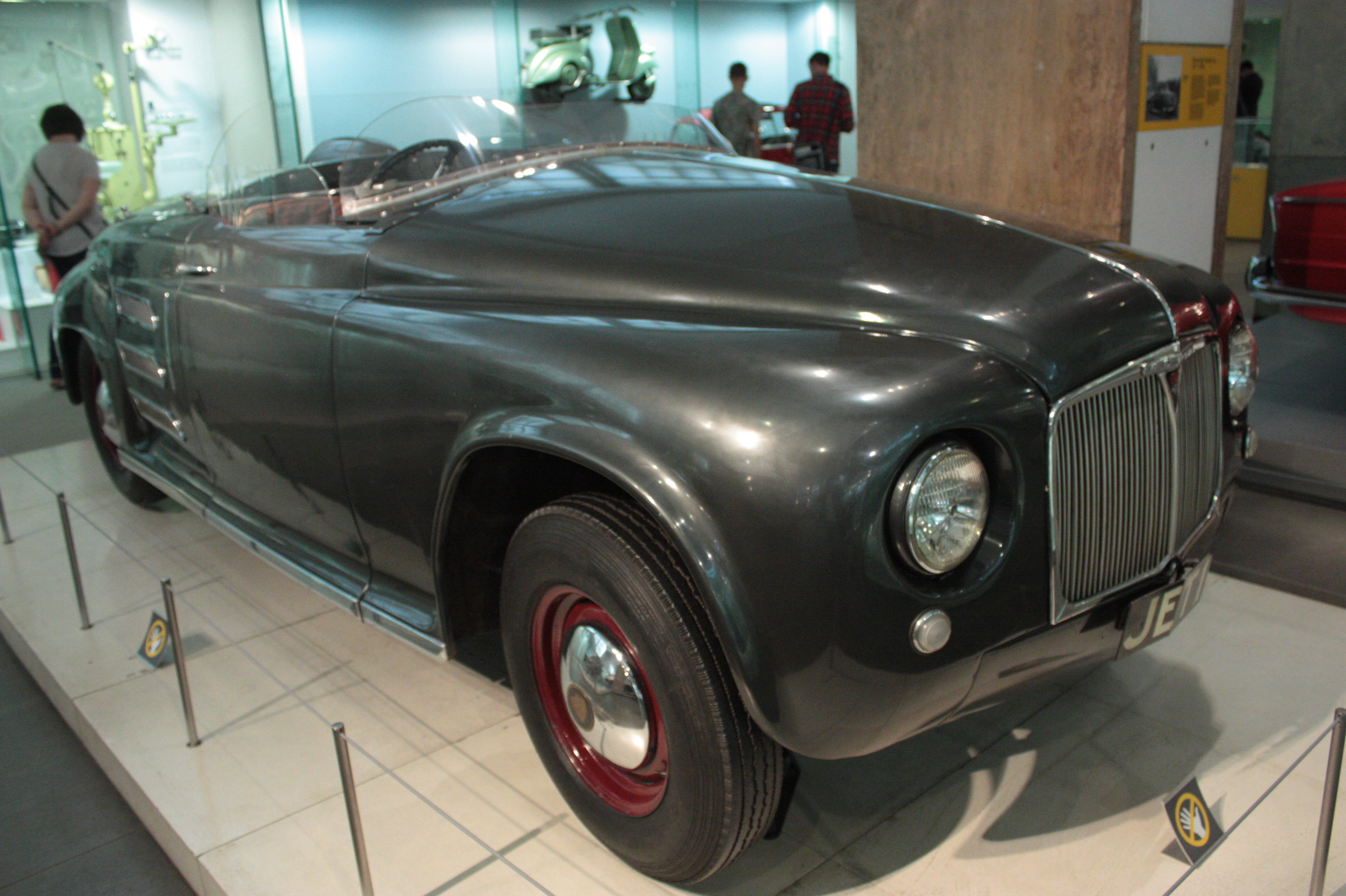
Rover Jet 1, équipée d'une turbine à gaz.

Malgré l'abandon au profit de Rolls-Royce du projet de moteur à réaction, Rover n'abandonne pas pour autant et s'intéresse au développement de la turbine à gaz à destination de l'automobile. Le constructeur engage à cet effet dès 1945 des ingénieurs, notamment Frank Bell et Charles Spencer King — neveu des frères Wilks —, afin de mettre au point une technologie alternative aux moteurs à pistons traditionnels. En 1947, l'équipe met au point une turbine tournant à 55 000 tr/min et produisant plus de 100 chevaux et alimentée tout autant par de l'essence, du gazole ou de la paraffine.
En 1950, Rover présente le prototype Rover JET1, la première voiture équipée d'un moteur à turbine à gaz. Ce petit roadster à deux places à moteur arrière atteint une vitesse maximale de 240 km/h sur une autoroute près de Jabbeke (Belgique) en juin 1952. Ces avancées techniques permettent à Rover de recevoir le trophée Dewar, qui n'était plus décerné depuis 22 ans, pour les prouesses technologiques exceptionnelles permises par ces recherches. Quatre autres prototypes sont ultérieurement construits, les berlines T2 et T2A, le coupé T3 à quatre roues motrices et moteur arrière et enfin la berline T4.
Ces expérimentations continuent au cours des années 1960. Rover s'associe ainsi à l'écurie de Formule 1 BRM pour produire un prototype sportif à turbine à gaz, engagé lors des 24 heures du Mans de 1963 et piloté par Graham Hill et Richie Ginther. Il affiche une moyenne de 173 km/h et une vitesse de pointe de 227 km/h.

#### Succès commerciaux
Les années 1950 et 1960 sont fructueuses pour l'entreprise. Aux côtés des recherches pionnières sur les véhicules à turbine à gaz, les résultats commerciaux sont au rendez-vous : le Land Rover est un succès, de même que les berlines haut-de-gamme P5 et P6.
Le marché des véhicules de luxe étant en sommeil au sortir de la guerre, Rover développe à partir de 1947 un véhicule polyvalent inspiré de la Jeep Willys. Maurice Wilks, le concepteur en chef de Rover, élabore un plan pour produire un véhicule agricole et utilitaire léger, tout-terrain, davantage orienté vers un usage agricole que son équivalent militaire (le véhicule est ainsi équipé d'une prise de force à l'instar d'un tracteur agricole). Il utilisait lui-même, dans sa ferme d'Anglesey, au nord du Pays de Galles, une Jeep issue des surplus militaires. Bien que Rover soit reconnu pour ses berlines haut-de-gamme, ce tout-terrain utilitaire est le véhicule le plus vendu de la marque tout au long des années 1950 à 1970.

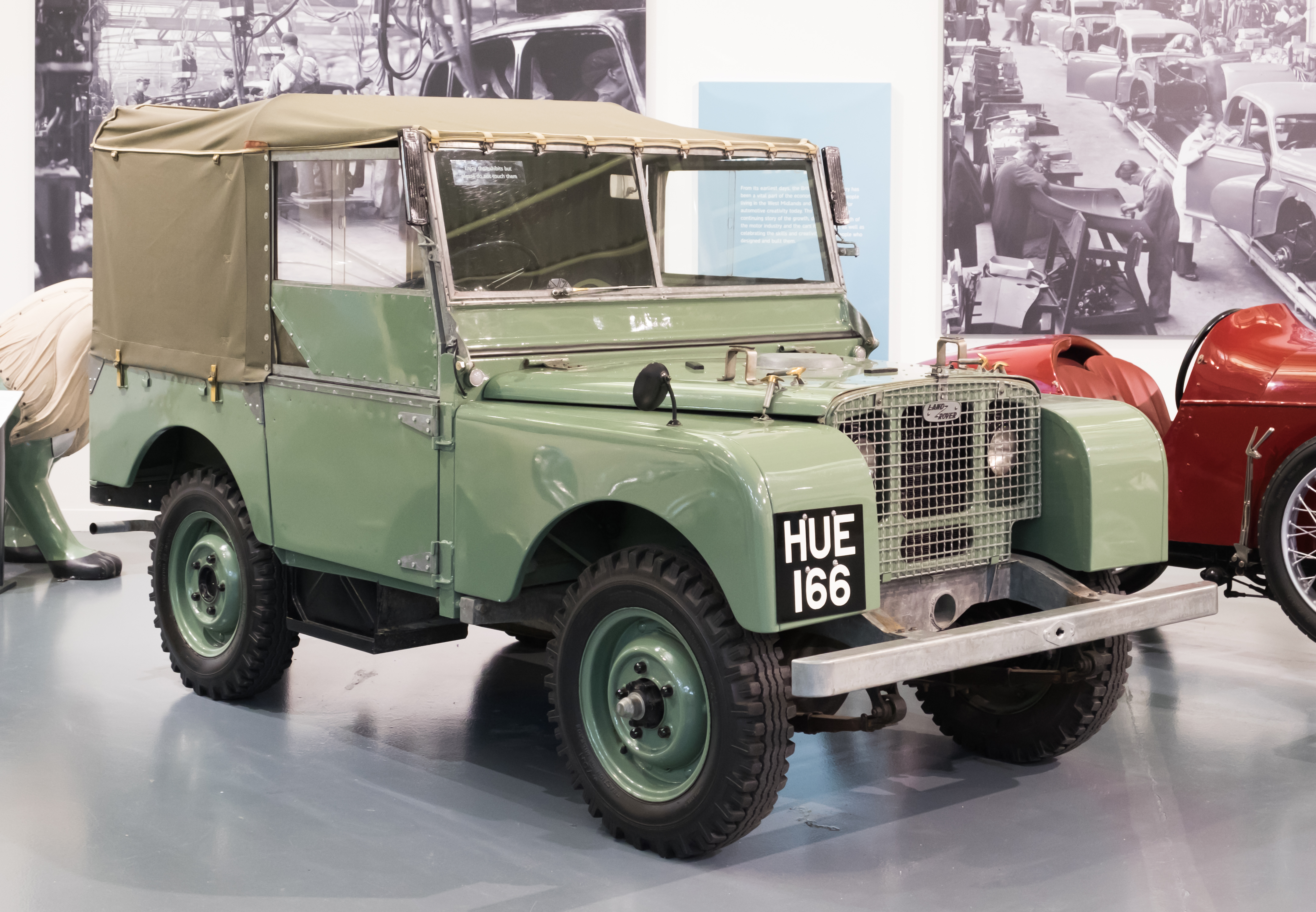
Le premier exemplaire du Land Rover (1948).

À partir de 1952, Maurice Wilks travaille à un Land Rover doté de l'agrément et du confort d'une berline, le Road Rover. Abandonné en 1956, ce premier projet est néanmoins poursuivi par les équipes de Rover qui imaginent cette fois un véhicule à l'apparence moins utilitaire, à l'image d'un break surélevé. Alors que la mise en production était toute proche, ce second projet de Road Rover, sorte de SUV avant l'heure, est à son tour remisé en 1959.
Le segment traditionnel de Rover demeure les berlines et à ce sujet, la reconnaissance est à son comble en 1952 lorsque le magazine Road & Track fait de la P4 « la meilleure automobile de l'époque, après la Rolls-Royce »,. Rover commercialise en 1958 la P5 : cossue, cette grande berline statutaire offre au constructeur la possibilité de concurrencer la Jaguar Mark II. La P6, sortie en 1963, marque quant à elle durablement l'image de la marque. Moderne et élégante, elle relègue la réputation de conservatisme et de ringardise de Rover et recevra d'ailleurs le titre de Voiture de l’année 1964. La moderne P6 faisant de l'ombre à la traditionnelle P5, Rover rachète à Buick en 1965 les droits de son moteur V8 de 3,5 litres de cylindrée, d'une puissance de 167 ch, pour en relancer les ventes. Ce moteur équipe cependant la P6 dès 1967,.
Rover rachète en 1965 le constructeur Alvis. À la fin des années 1960, le constructeur travaille sur un certain nombre de projets novateurs, notamment de coupé à moteur V8 (projet P9), de berline haut-de-gamme (projet P8) et d'un nouveau tout-terrain, le futur Range Rover.

### La fin de l'indépendance

#### L'incorporation au sein de British Leyland
Malgré ses succès commerciaux et industriels, l'entreprise Rover est acquise en 1966 par Leyland Motors, alors propriétaire de la marque Triumph.
La fin des années 1960 voit l'industrie automobile britannique en difficulté. Premier producteur au monde au sortir de la Seconde Guerre mondiale, le pays est dorénavant dépassé par les États-Unis, la France et l'Allemagne. Le gouvernement travailliste, par l'action de Tony Benn, ministre de la technologie et à la tête du Comité de réorganisation industrielle (Industrial Reorganisation Committee), encourage Leyland Motors à s'associer avec British Motors Holdings (propriétaire d'Austin, Jaguar, MG et Morris). L'enjeu politique, économique et social est énorme : l'industrie automobile demeure un important exportateur et l'usine de Longbridge, dans les Midlands de l'Ouest, est à cette époque la plus grande usine automobile du monde employant près de 250 000 personnes. Le nouveau groupe, British Leyland, voit le jour en 1968.

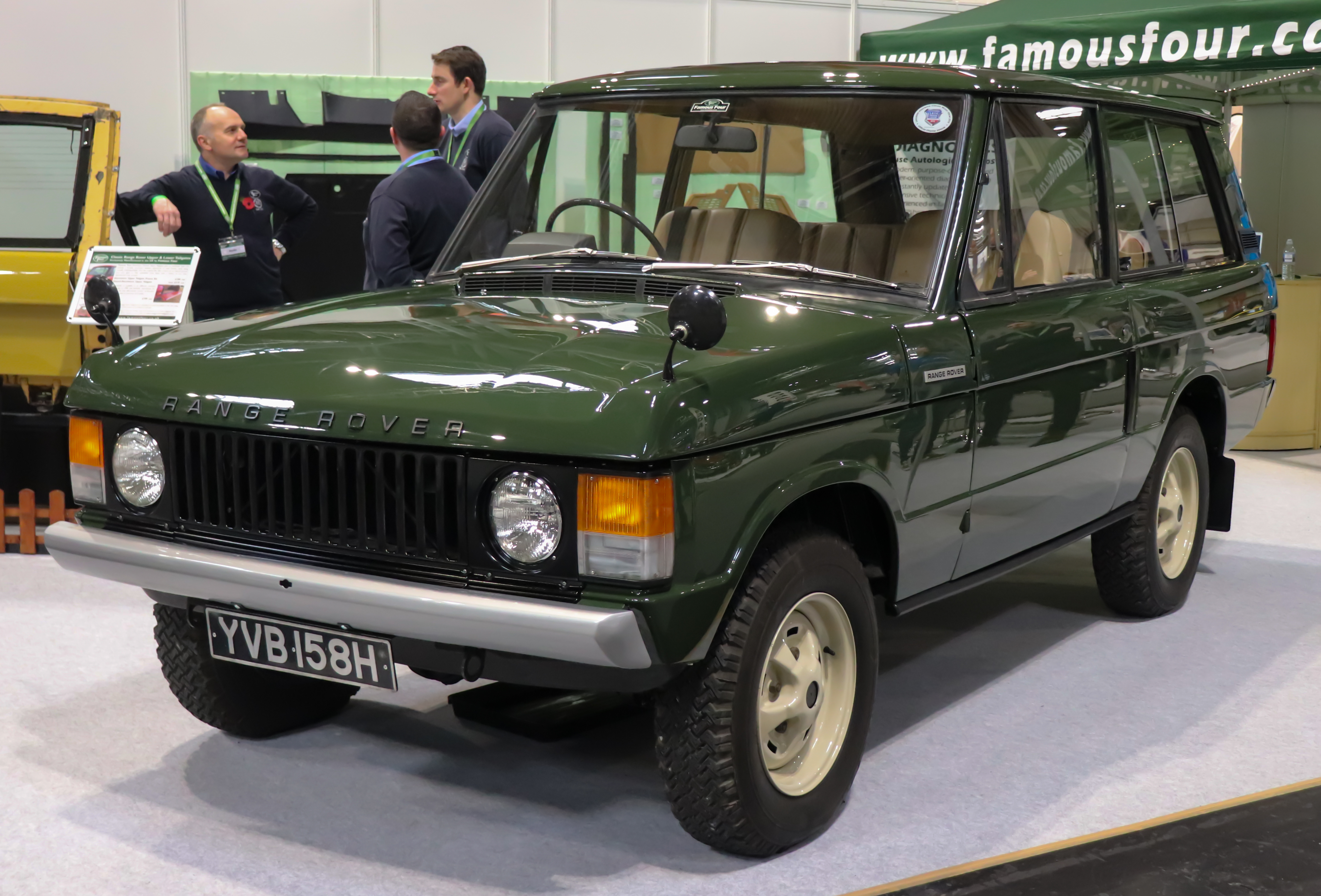
Un Range Rover de 1970.

Au cours des années 1970, British Leyland cherche à repositionner chacune des nombreuses marques dont le groupe a dorénavant la charge, notamment par le biais d'une nouvelle entité baptisée Specialist Division (SD). Ainsi, Jaguar conserve le créneau du luxe, Rover devient la marque haut-de-gamme généraliste et Triumph la marque généraliste produisant néanmoins quelques véhicules sportifs et abordables. En conséquence, les projets P8 et P9 sont abandonnés en dépit de l'état d'avancement du projet P8 de grande berline, quasi-prêt à entrer en production de présérie,. Le Range Rover est quant à lui lancé en 1970. Il utilise le moteur V8 de la marque et associe les capacités du tout-terrain au confort d'une berline. Rover crée ainsi, en quelque sorte, le premier SUV de l'histoire automobile.
Mais la fusion rencontre de nombreux problèmes : gamme vieillissante et pléthorique, grève, sous-investissement, etc., si bien qu'au milieu des années 1970, le groupe est au bord de la faillite,. En 1976 est lancée la SD1, qui symbolise les difficultés du groupe, en étant notamment victime d'importants problèmes de fiabilité. En 1978, les véhicules tout-terrain quittent le giron Rover pour devenir une marque indépendante, simplement baptisée Land Rover. Il convient d'ailleurs de noter qu'aucun Land ou Range Rover n'arbore le badge au drakkar.
Le constructeur s'associe ensuite avec Honda : Rover permet à l'entreprise japonaise de produire au sein du marché européen et de contourner ainsi les quotas en vigueur à cette époque. Honda devient actionnaire minoritaire — à hauteur de 20 % — du groupe tandis que Rover bénéficie du savoir-faire japonais, plus précisément à partir de 1983 et la mise en production de la série 200. Après la vente de Jaguar en 1984, Rover se voit attribuer la charge du haut-de-gamme et Austin celle de constructeur généraliste.

#### La privatisation de Rover Group
British Leyland (ou BL plc) devient Rover Group en 1986 alors qu'est engagée une vaste politique de rationalisation en vue d'une privatisation voulue par le gouvernement conservateur de Margaret Thatcher. La marque Austin est abandonnée et l'ensemble industriel s'organise autour de la marque Rover. Le groupe automobile, qui a failli être vendu à Volkswagen en 1987, est finalement cédé en 1988 à l'entreprise aéronautique British Aerospace pour environ 150 millions de £, une somme jugée faible qui provoqua une enquête de la Commission européenne.
L'accord avec Honda permet à Rover de réorganiser sa gamme et de bénéficier des compétences techniques du constructeur japonais, notamment en améliorant la fiabilité de ses véhicules. Les modèles se succèdent et Rover présente au début des années 1990 une gamme complète, claire et cohérente (100, 200, 400, 600 et 800, sans compter la vieillissante Mini). Cette stratégie est un succès et l'année 1993 voit la marque être l'une des seules à progresser sur le marché européen tout en engrangeant de premiers bénéfices après des décennies de déficit,. Si la marque reste très dépendante du marché britannique (environ 50 % de ses ventes), elle réalise néanmoins de bons résultats en Europe continentale, notamment en Italie, en Espagne et en France.
Au début des années 1990, l'actionnaire majoritaire du groupe Rover, British Aerospace, cherche à vendre sa filiale automobile pour se recentrer sur le développement de ses activités aéronautiques et militaires. Le groupe allemand BMW cherche pour sa part à se développer et à obtenir une taille critique lui offrant des perspectives d'économies d'échelle et entre en pourparlers avec British Aerospace. Honda, bien que partenaire privilégié du groupe, ne souhaite pas se porter acquéreur mais propose néanmoins de relever sa participation à hauteur de 47,5 %. L'offre allemande, plus intéressante financièrement, est acceptée en février 1994 et BMW acquiert les 80 % du capital détenus par British Aerospace pour 800 millions de £. L'entreprise achète ce qui est alors un groupe automobile généraliste — ce que le constructeur allemand n'est pas — présent notamment dans les petits véhicules et les tout-terrain.

Quelques véhicules de la gamme Rover lors de la vente à BMW
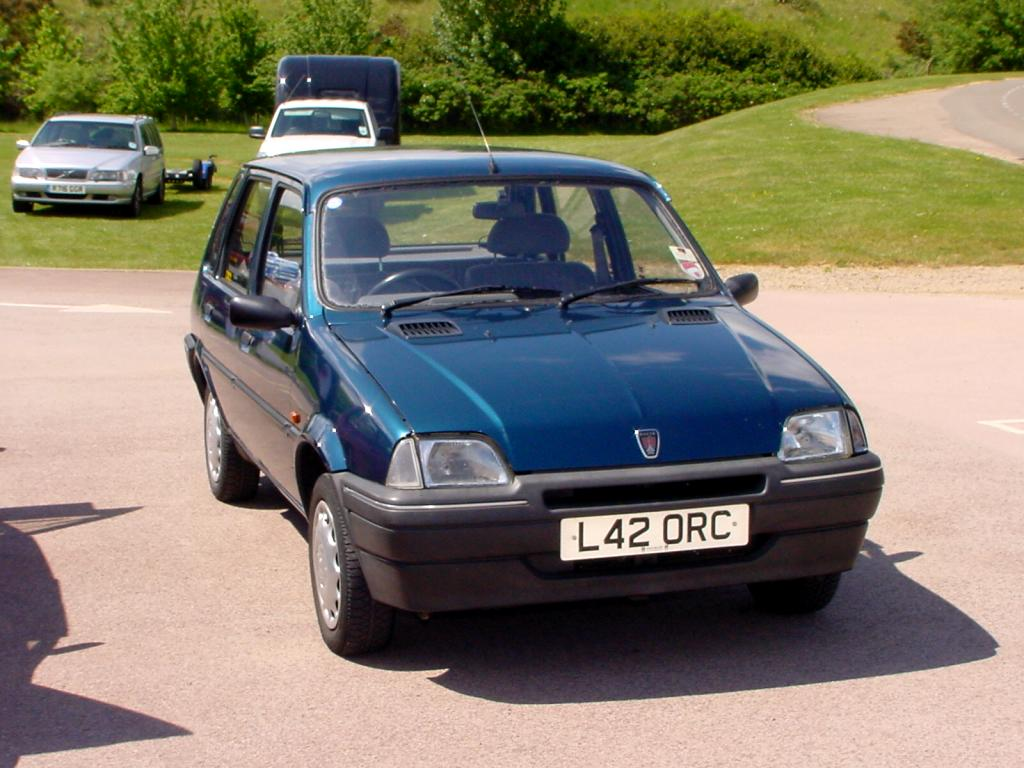
Rover 100.
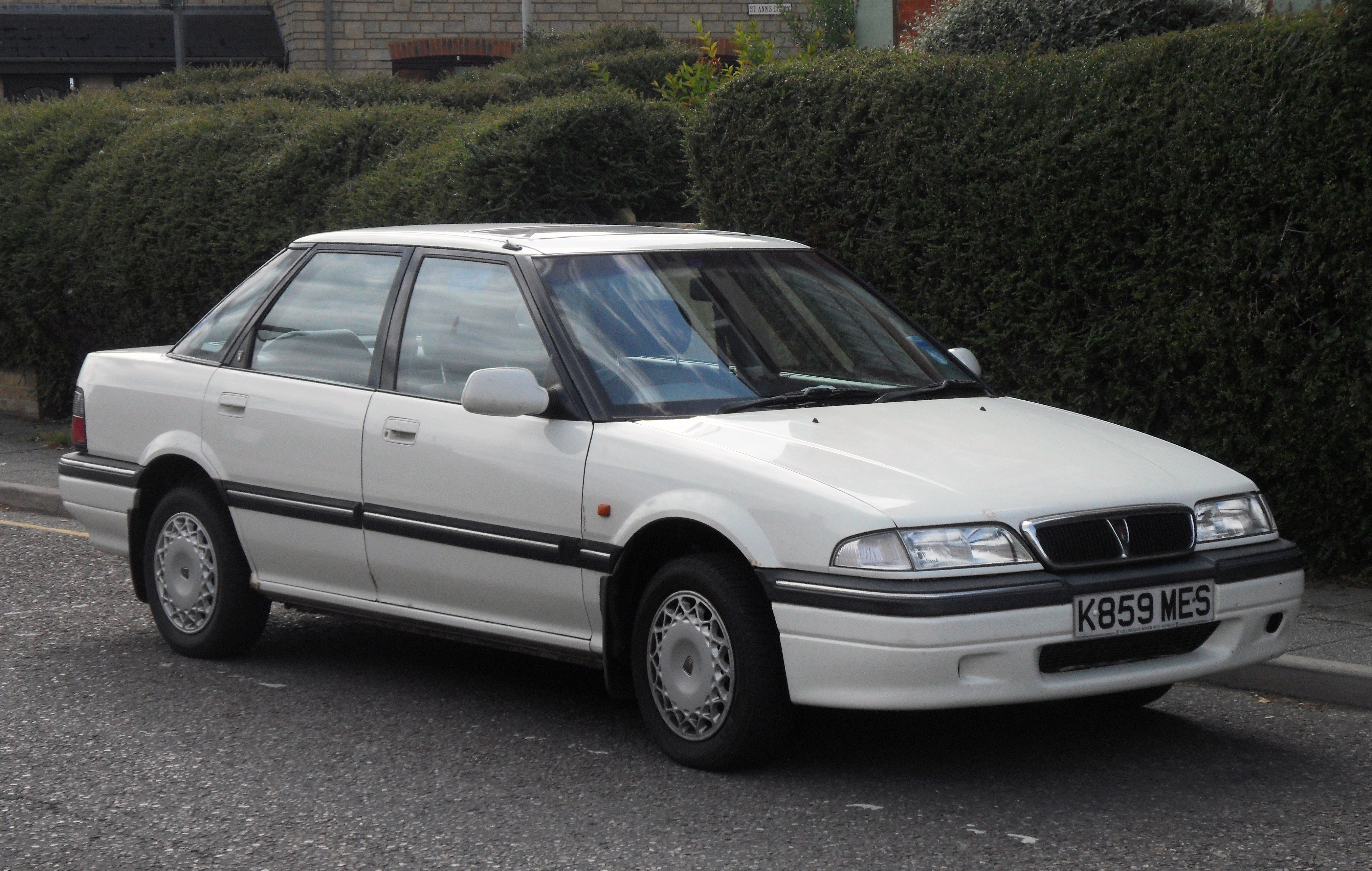
Rover 400 Mk I.
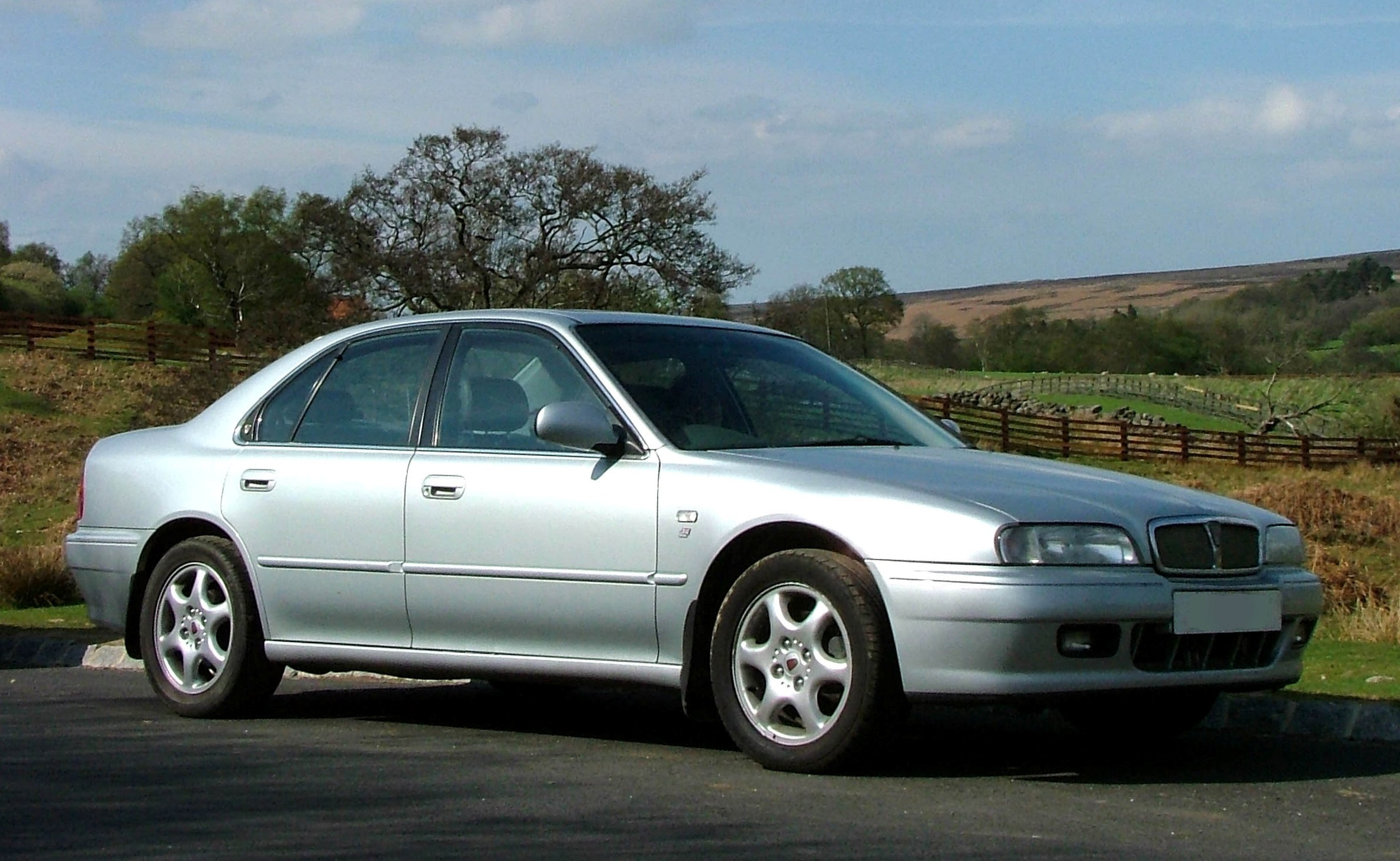
Rover 600.
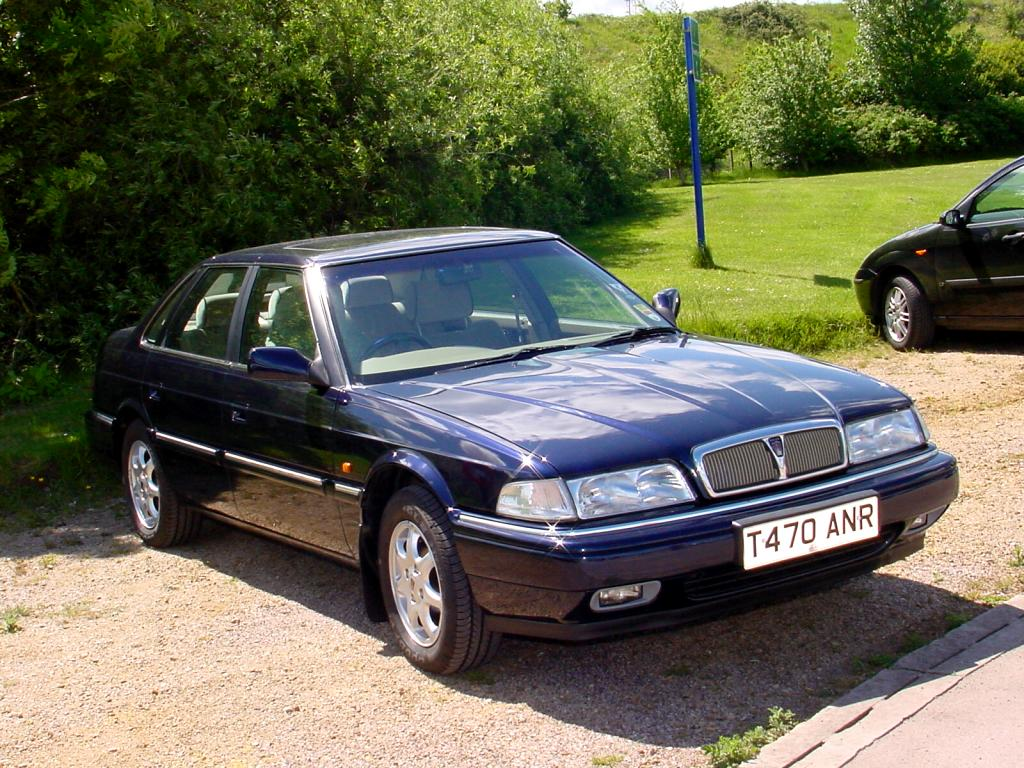
Rover 800 Mk II.

### Le déclin

#### L'échec de BMW
Le nouveau propriétaire ne s'implique pas directement dans la gestion du groupe Rover mais dépense massivement — pour compenser le sous-investissement de la période British Aerospace — dans l'outil industriel, tant en direction du centre de recherche de Gaydon que des usines de Cowley et Longbridge. BMW investit également dans le développement de nouveaux produits. Lors du rachat, il apparait que les projets pour la marque étaient limités : nouvelles 200 (mais sur la base de l'ancien modèle), 400 (toujours en partenariat avec Honda) et restylage de la 600 et Mini. Celle-ci, icône automobile, est à la fois de conception très ancienne et coûteuse à produire. Alors que le constructeur envisage tout d'abord une modernisation à peu de frais, l'arrivée du constructeur munichois permet d'opter pour un projet plus ambitieux. La future Mini, dessiné par un styliste de BMW, reste conçue par les équipes de Rover.
L'autre priorité va aller au développement du futur haut-de-gamme 75, en remplacement des vieillissantes 600 et 800, et de la nouvelle Mini, qui n'avait pu être mise en chantier faute de financement depuis des années, et qui devait remplacer la 100. Dans le même temps, la 600 est commercialement marginalisée compte tenu des importantes royalties dues à Honda, avec pour conséquence une réelle baisse des ventes et de part de marché.
Mais le redressement de Rover est compliqué. Commercialement, les ventes de la 600 diminuent fort logiquement, les nouvelles 200 et 400 sont des échecs, dus entre autres à leur mauvais positionnement tarifaire et les ventes de la Rover 75, pourtant bien accueillie, se révèlent décevantes. L'image de marque du constructeur se dégrade également, tant du fait de problèmes de fiabilité sur le nouveau moteur V6 conjointement développé avec le coréen Kia que de la disparition de tout modèle sportif de la gamme, faisant peu à peu de Rover une marque pour « conducteurs plus âgés ». Pire, la Rover 100 subit un crash-test Euro NCAP dévastateur qui oblige la marque à arrêter sa commercialisation. La situation financière de Rover se détériore rapidement et est aggravée par la hausse du cours de la livre qui surenchérit le coût des véhicules à l'exportation.
Les mutualisations industrielles attendues se révélant de surcroit faibles, une partie du conseil d'administration de BMW perd patience et souhaite donc se désengager au plus vite : les projets sont suspendus, y compris celui de la future Mini. Le PDG du groupe allemand Bernd Pischestrieder, grand défenseur du projet de relance du groupe britannique, est contraint à la démission en 1999.
Ensuite, Rover perd son autonomie vis-à-vis de BMW, le projet Mini devient même un pur produit BMW qui est vendu sous son nom propre dans le réseau commercial BMW et le projet de faire de Rover un « constructeur spécialisé dans les véhicules traction haut de gamme » disparait.
En mars 2000, Rover Group est démantelé par BMW et revendu : si la Mini et l'usine de Cowley demeurent au sein du groupe allemand, de même que les droits de Triumph et Riley, Land Rover et son usine de Solihull sont vendus au constructeur américain Ford (1,8 milliard de £), Rover et la marque de voitures de sport MG au consortium Phoenix Venture Holdings (en), pour 10 £ symboliques, mené par l'ancien directeur de l'entreprise John Towers,. À la suite de ce démantèlement, ce qu'il reste de l'activité de véhicules particuliers de feu Rover Group, utilisant les marques Rover et MG, est rebaptisé MG-Rover Group par ses nouveaux propriétaires en septembre 2000.

#### La faillite
Cependant, ces derniers ne récupèrent pas la totalité des actifs liés à la marque. Tout d'abord, ils ne peuvent utiliser la marque Rover que sous licence ; ils ne peuvent également empiéter sur le marché des 4X4, pré carré de Land Rover à la suite de la vente au groupe américain ; la marque est également liée au constructeur allemand dans le cadre de l'accès aux moteurs et autres composants nécessaires à la construction de ses modèles ; enfin, les projets de développement des futures Rover 35 et 55, remplaçantes respectives des Rover 25 et 45, sont conservés par BMW. En d'autres termes, Phoenix dispose, outre de l'usine de Longbridge, des droits sur les marques MG et la plupart des marques défuntes du groupe dont Austin, et des droits sur la récente Rover 75 et les plus anciennes 25 et 45.

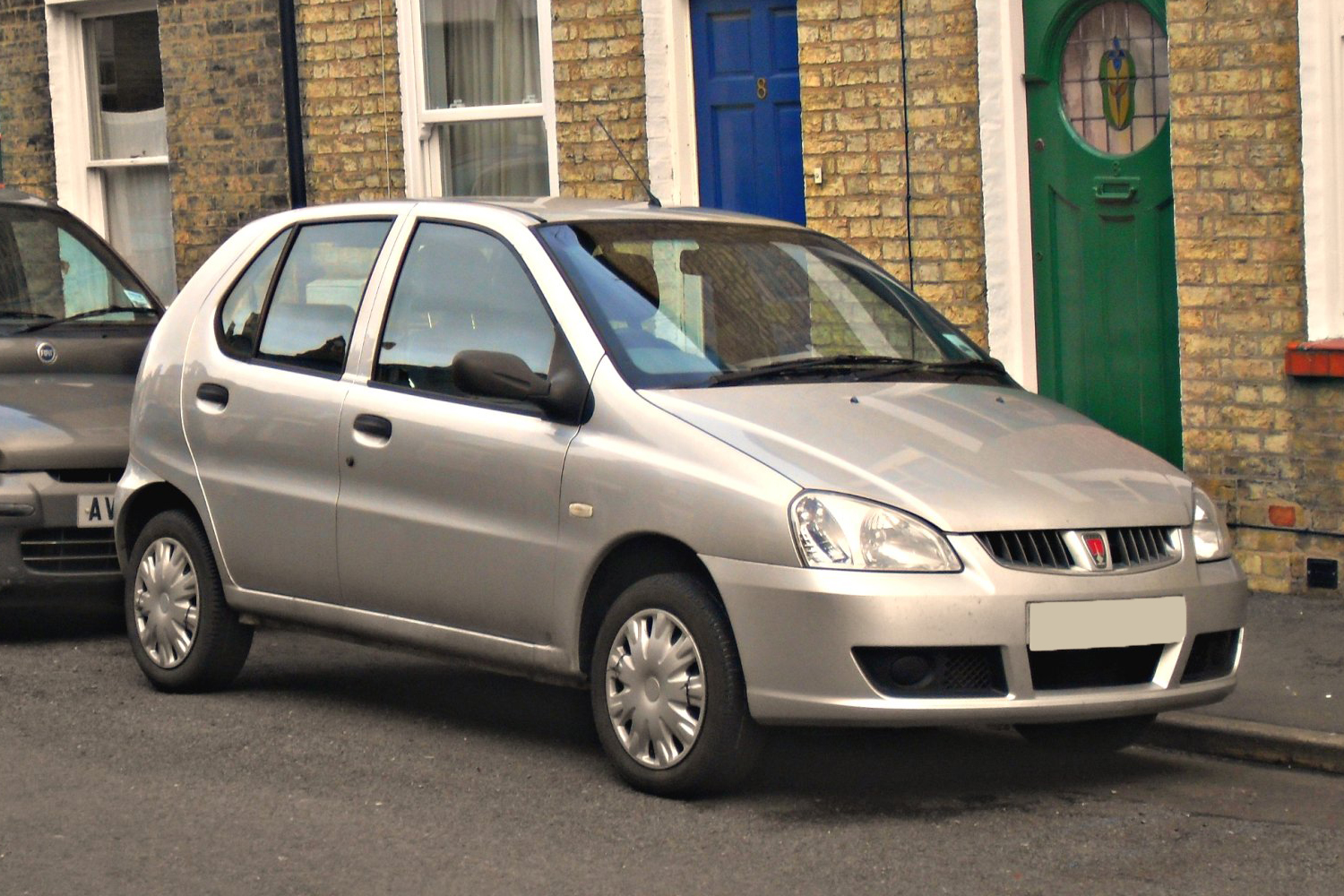
Une CityRover, dernier véhicule vendu par la marque.

En septembre 2003, Rover lance son dernier modèle, la CityRover, une Tata Indica rebadgée. Les améliorations techniques sont succinctes et, seules modifications visuelles, la calandre et le bouclier avant sont spécifiques. Le positionnement tarifaire de cette voiture low-cost se révèle néanmoins trop élevé pour la qualité intrinsèque du véhicule (de 6 495 à 8 895 £), et Rover ne communique absolument pas sur cette unique nouveauté depuis 1999. L'objectif de ventes annuelles de 30 à 40 000 unités n'est pas atteint, la CityRover n'étant produite qu'à 8 600 exemplaires. Commercialisée uniquement au Royaume-Uni dans un premier temps, la CityRover devait arriver sur le marché européen, notamment en France, en juin 2005, ce qui ne se produira pas en raison de la faillite du groupe MG-Rover en avril de cette même année.
En effet, malgré un coup d'éclat avec la présentation d'un concept de 75 coupé lors du Salon de l'automobile de Paris 2004, la marque anglaise échoue à s'allier avec le groupe chinois Shanghai Automotive Industry Corporation (SAIC) et s'achemine vers la faillite. Celle-ci, prononcée en avril 2005, provoque le licenciement de 6 000 employés. BMW détient alors les droits de la marque, tandis qu'une partie de l'outil industriel de Rover est revendu à des industriels chinois. Le groupe SAIC récupère les droits des Rover 25 et 75 et crée sur ces bases la marque Roewe à destination du marché chinois ; le groupe Nanjing Automobile rachète quant à lui la marque MG et les droits d'Austin et relance la production de la MG ZT, version sportive de la Rover 75, en Chine.
En 2006, BMW vend les droits de la marque à Ford au nom de Land Rover,. Le constructeur de tout-terrains ayant été racheté en 2008, c'est de fait au groupe automobile indien Tata qu'appartiennent les droits de Rover.
Le groupe MG Rover est finalement dissous le 28 mai 2023.

## Production

### Modèles

#### Modèles emblématiques

##### Land Rover

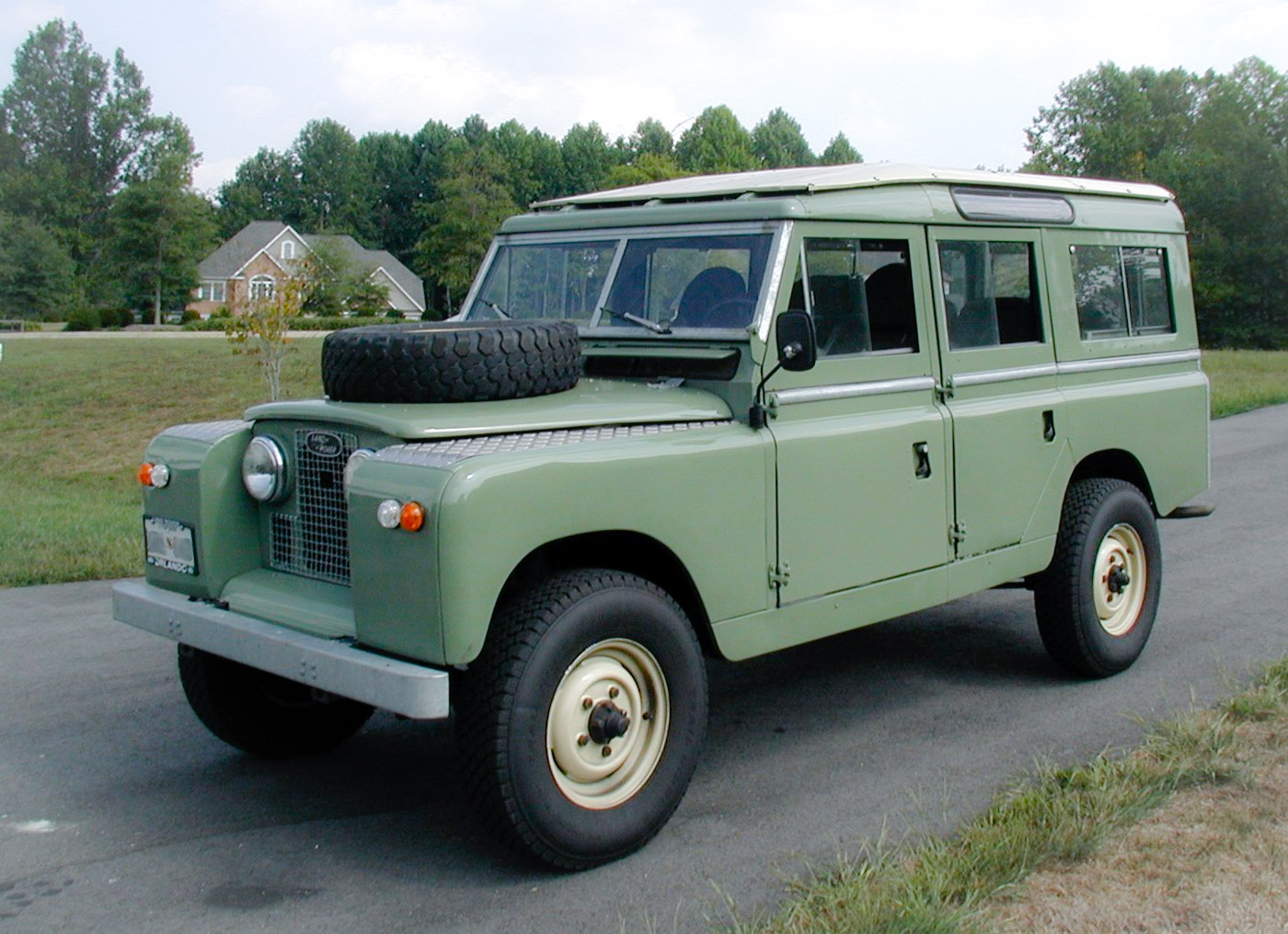
Un Land Rover de 1966.

Développé en 1947 sur une intuition des frères Wilks, le Land Rover est à l'origine un véhicule utilitaire léger, tout-terrain, davantage orienté vers un usage agricole — allant jusqu'à être équipé d'une prise de force — que la Jeep dont il est inspiré.
Doté d'une carrosserie majoritairement composée d'aluminium, équipé du moteur quatre cylindres et de la boîte de vitesses de la Rover P3, le Land Rover entre en production en 1948. Il n'est disponible dans un premier temps qu'en différentes teintes de vert, le choix des coloris étant dicté par les surplus militaires. Disponible en version longue en 1954, permettant à partir de 1956 le transport de 10 personnes, le Land Rover connaît une première évolution en 1958 suivie d'une seconde en 1971.
Produit sans interruption jusqu'en 2016 sous le nom de Defender à partir de 1990 sans subir de transformations notables, le Land Rover est une véritable icône automobile. Ce tout-terrain utilitaire est le véhicule le plus vendu de la marque jusqu'en 1978, année où sa production quitte le giron Rover en 1978, lors de la création d'une marque autonome.

##### Rover P5

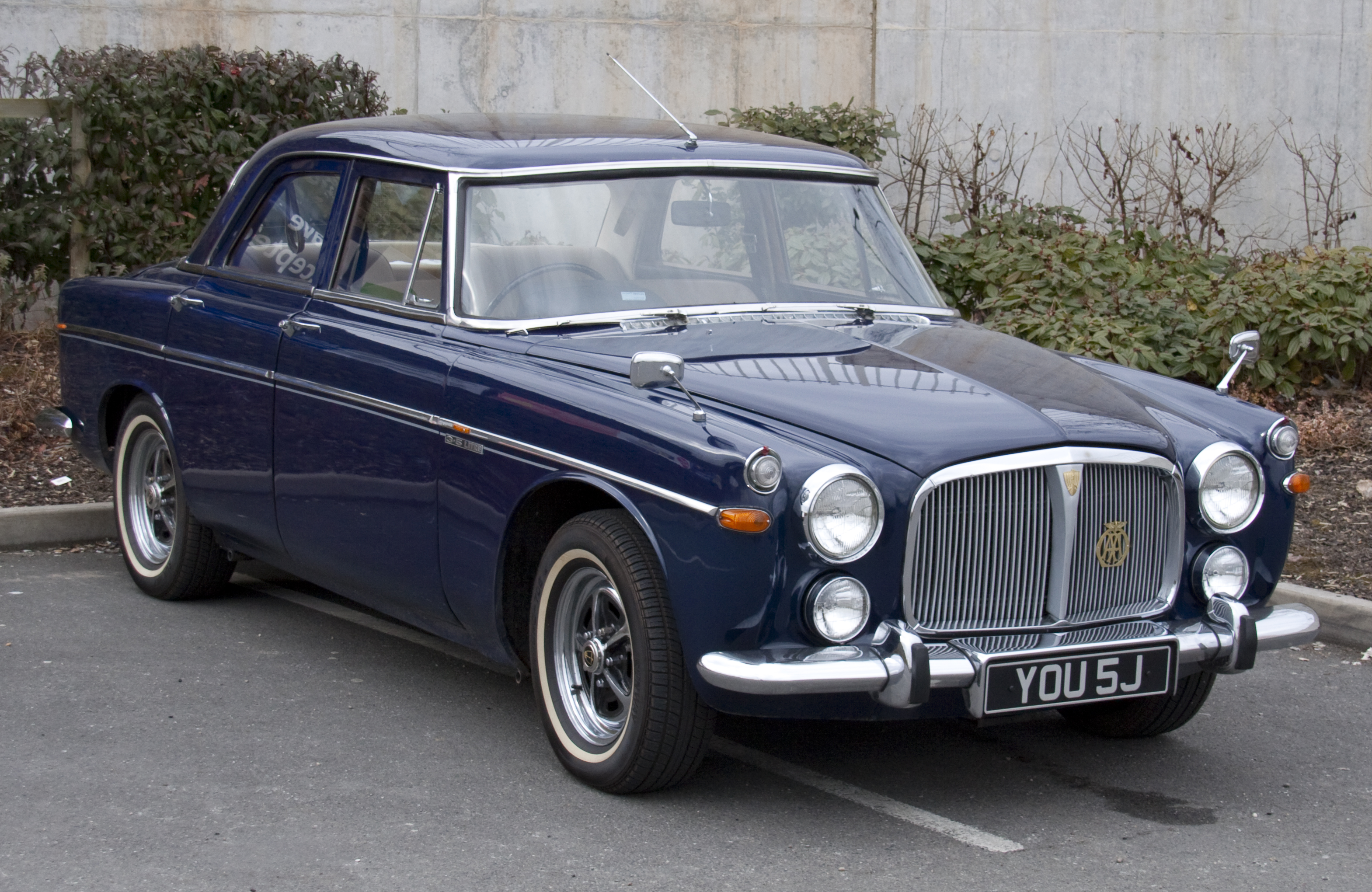
Une Rover P5.

Les succès commerciaux des années 1950 rendent possible le développement d'une voiture qui va permettre à Rover de rivaliser un temps avec Jaguar, la P5 de 1958. Cette voiture au style conventionnel et dessinée par David Bache est à la fois plus grande, plus sportive et plus luxueuse que la P4 qu'elle ne remplace d'ailleurs pas dans la gamme.
Bien équipée (dont la direction assistée Hydrosteer à partir de 1961), cossue, cette grande berline statutaire offre à Rover la possibilité de concurrencer la Jaguar Mark II, tout en proposant un véhicule plus accessible. Équipée d'un 6 cylindres en ligne de 115 chevaux, elle est restylée en 1962 et déclinée en faux coupé quatre portes. Les ventes stagnent néanmoins du fait du lancement en 1963 de la P6, beaucoup plus moderne quoique moins prestigieuse.
Devant ces difficultés, Rover rachète à Buick, filiale américaine de General Motors, les droits d'un moteur V8 d'une cylindrée de 3,5 litres et développant 167 ch que reçoit la P5 à partir de 1967. Cette montée en gamme permet de renforcer les ventes — y compris auprès de la Reine — et de devenir véhicule officiel du Premier ministre. Produite à 69 141 exemplaires — dont 20 600 équipées du V8 — jusqu'en 1973, elle est indirectement remplacée par la SD1 en 1976.

##### Rover P6

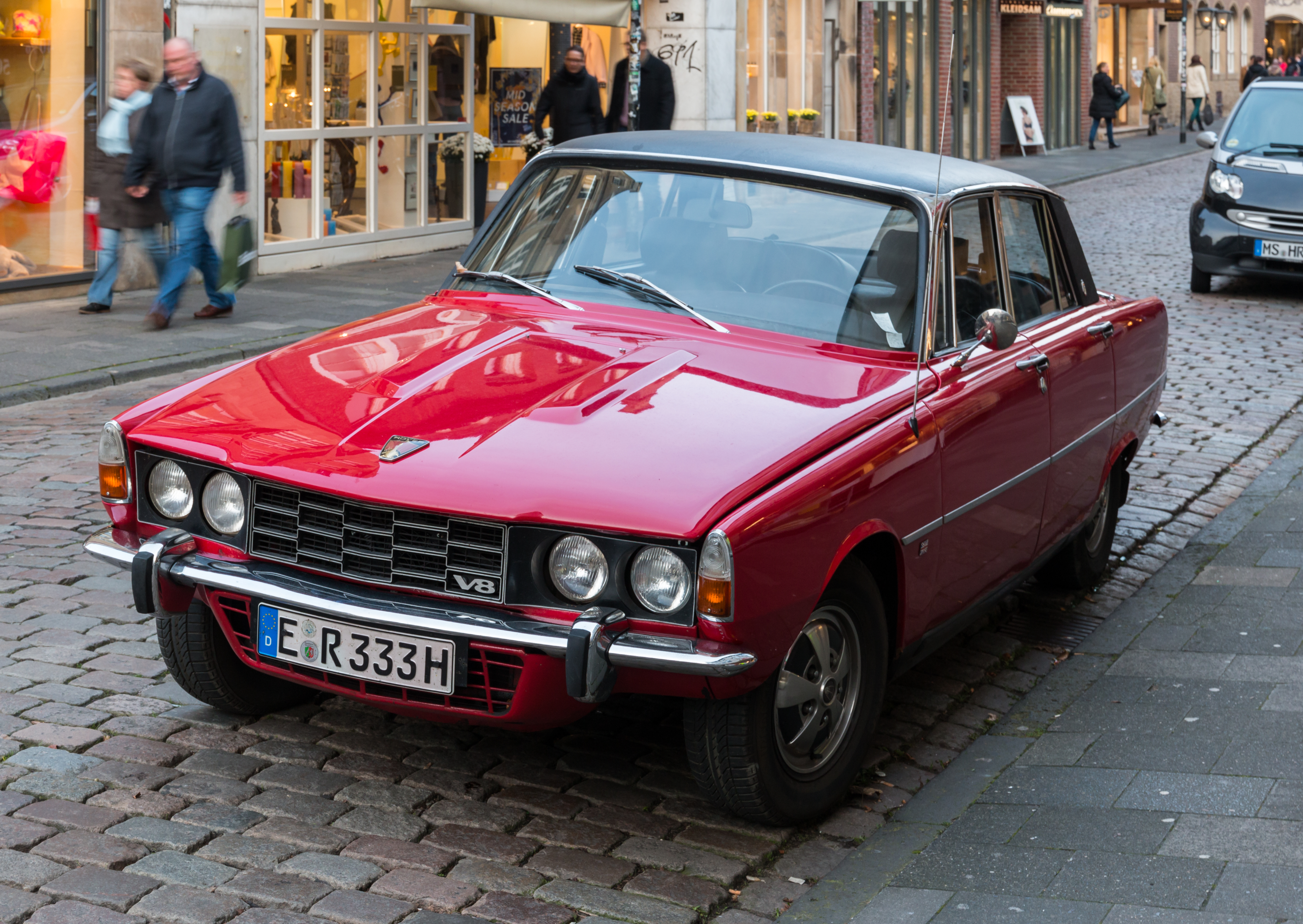
Une Rover P6.

Tout comme la P5, la P6 est dessinée par David Bache et sort en 1963. Elle marque une révolution chez Rover du fait à la fois de sa modernité et de son élégance qui lui vaudra le titre de Voiture de l’année 1964. Elle va durablement modifier l'image de Rover, dont le conservatisme et la ringardise lui valent de la part des Anglais le sobriquet d'auntie (« tata »).
Dans la veine de Citroën à la même époque, Rover souhaite donc innover avec ce nouveau modèle, tant du point stylistique que mécanique, avec une volonté, certes avortée, d'équiper la voiture d'une turbine à gaz. Moderne, le modèle marque une rupture tout en demeurant bourgeois : coque autoporteuse, moteur quatre cylindres moderne, freins à disque, carrosserie partiellement en aluminium, elle conserve néanmoins un habitacle cossu typiquement britannique, quoique moins luxueux que ses concurrentes Jaguar. Elle hérite en 1968 du nouveau moteur V8 dont Rover a racheté les droits à Buick pour redynamiser les ventes du haut-de-gamme P5. Cette voiture de taille moyenne est un succès ; elle est produite à 322 302 exemplaires jusqu'en 1977.

##### Range Rover

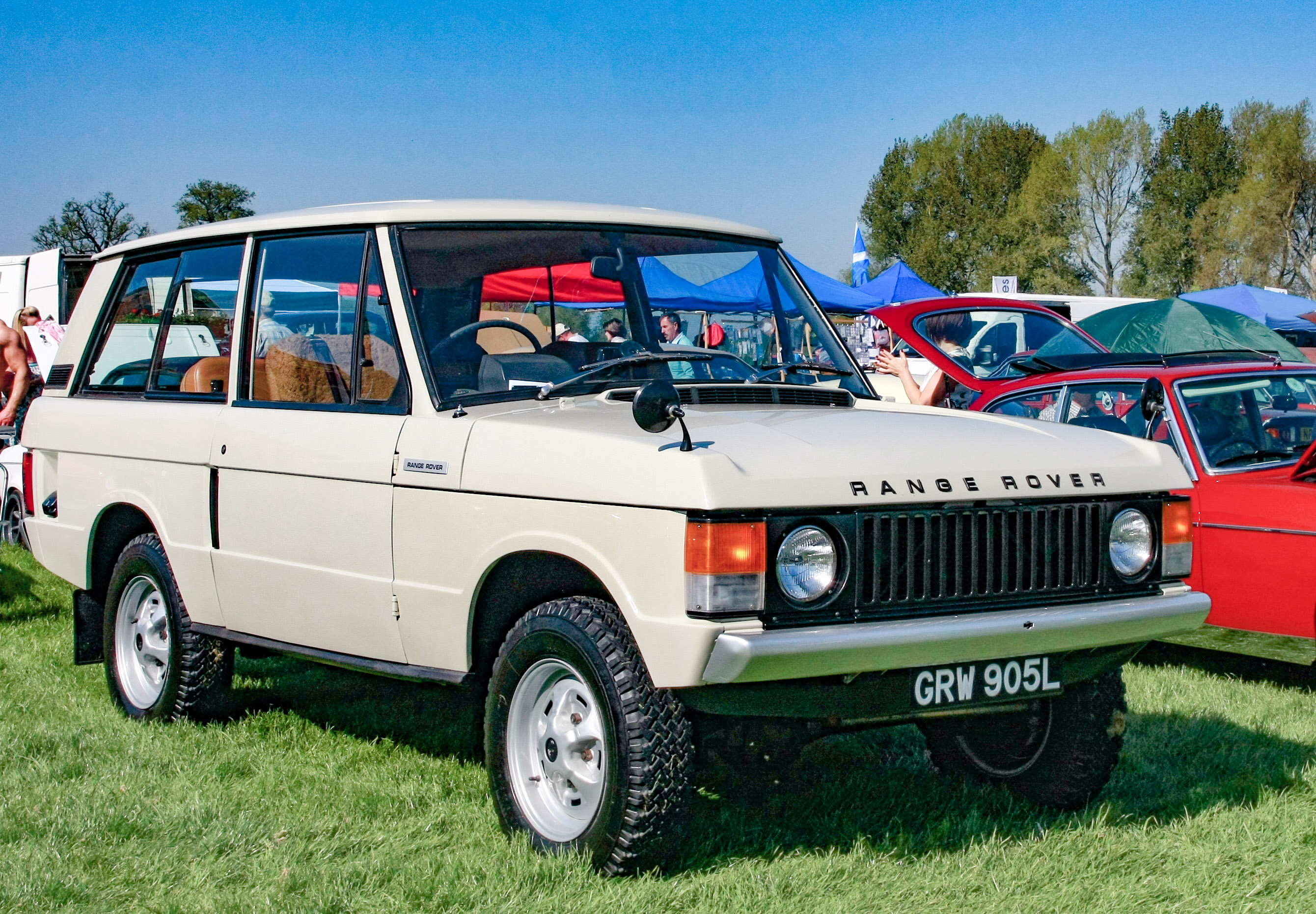
Un Range Rover de 1973.

Lancé en 1970 et équipé du moteur V8 de la marque, le Range Rover associe les capacités de franchissement du Land Rover au confort de la P6.
Développé depuis 1966 par Charles Spencer King, le Range Rover Classic est à l'origine conçu pour être un tout-terrain de luxe bien que les premiers modèles se révèlent à peine moins rudimentaires que les Land Rover traditionnels,. En effet, de nombreux éléments de confort comme les planchers recouverts de tapis, la climatisation, les sièges en cuir ou encore les inserts en bois ne sont longtemps proposés que par des préparateurs privés. Ainsi, il faut attendre 1975 pour voir apparaitre la direction assistée, les vitres teintées ou des sièges en velours ou encore 1977 pour que le Range Rover soit équipé de rétroviseurs montés à la portière et donc réglables par le conducteur, sans assistance.
Produit jusqu'en 1996, le Range Rover est en quelque sorte le premier SUV de l'histoire automobile.

##### Rover SD1

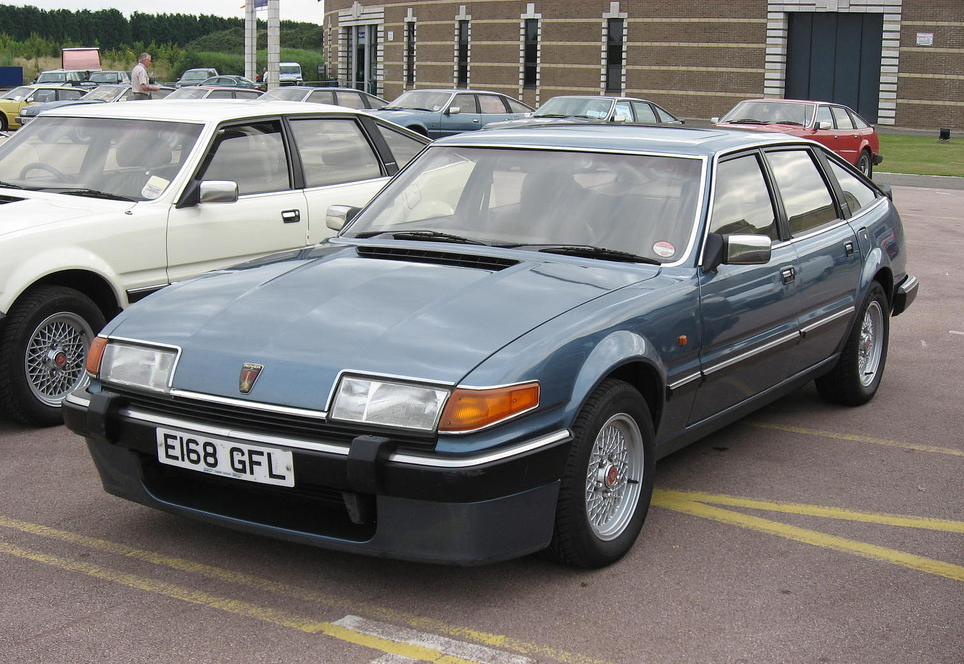
Une Rover SD1.

La SD1 est le premier véhicule mis en production après la réorganisation opérée par British Leyland au sein de la Specialist Division (SD). Elle remplace tant sa prédécesseuse P6 que la Triumph 2000. Dernière création pour la marque de David Bache, la SD1 est présentée en 1976 sous la forme d'une berline aérodynamique inspirée de la Ferrari Daytona, dessin lui permettant de recevoir le titre de Voiture de l'année 1977.
Dotée d'un habitacle « futuriste », elle abandonne les traditionnels intérieurs cossus de la marque (boiseries, cuirs) au profit du plastique et du velours ; ces sacrifices à la modernité sont abandonnés dès le restylage de 1981. Équipée du moteur V8 de 157 ch — 193 pour la version sportive Vitesse — de 3,5 L de cylindrée, la SD1 est secondée progressivement par des motorisations essence et diesel plus modestes de 4 et 6 cylindres.
Compte tenu du partenariat avec Honda qui se met en place à cette époque, la SD1 est en quelque sorte la dernière berline Rover purement anglaise. Produite à environ 300 000 exemplaires jusqu'en 1986, elle souffre durant sa carrière de multiples défauts de fabrication (rouille, pannes électriques) et fut un échec compte tenu des ambitions de production initiales (150 000 exemplaires par an).

##### Rover 200 mark II

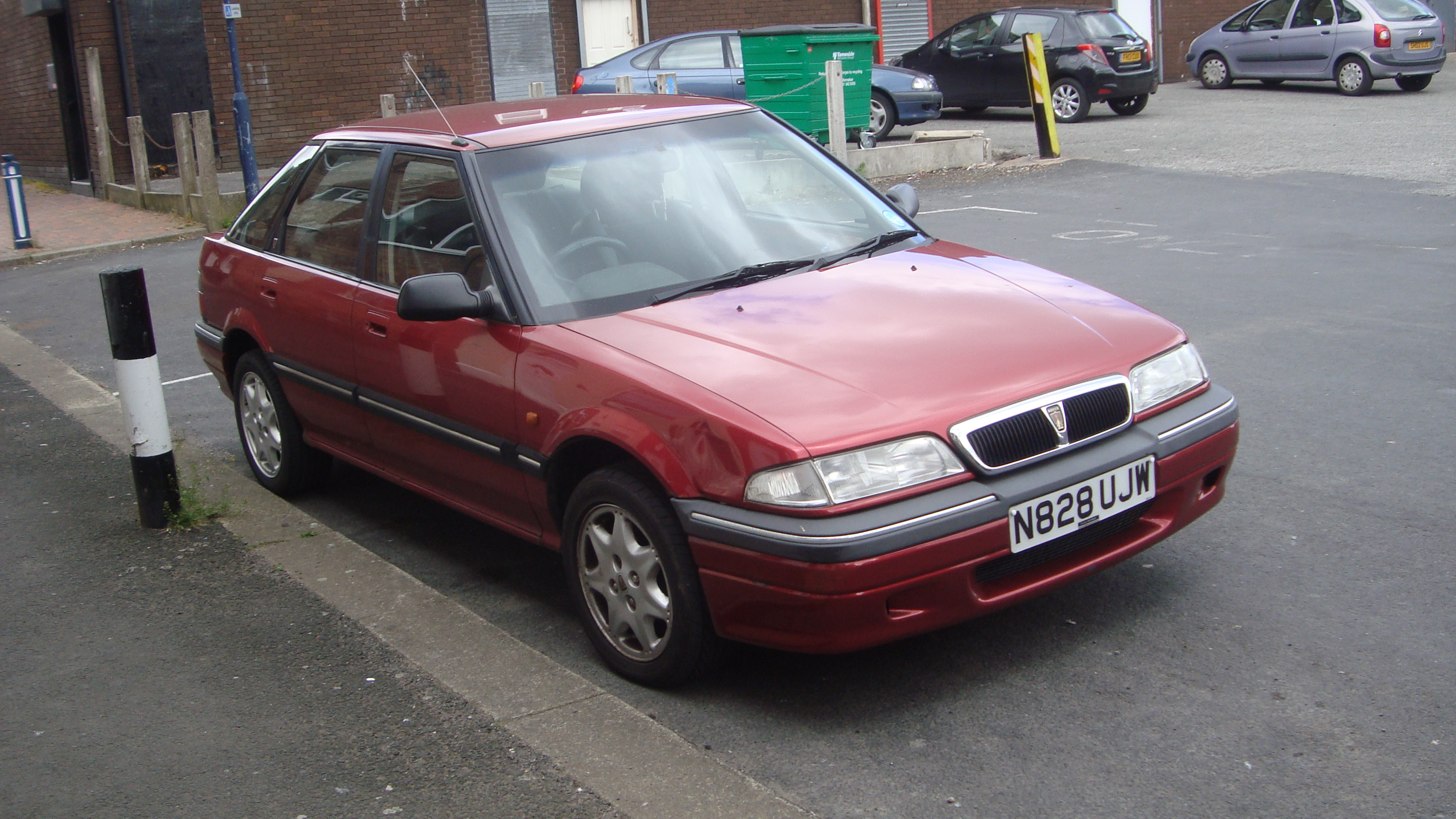
Une Rover 200 Mk II.

La Rover 200 de seconde génération sort en 1989. Conçue avec l'aide du constructeur japonais Honda — 80 % des pièces sont commune à la Honda Concerto — à partir de 1986, elle est proposée en six carrosseries. Initialement berline cinq portes, la série 200 est déclinée en quatre (en 1990) et trois portes (en 1991) avant l'apparition des variantes coupé et cabriolet (en 1992) et d'un break (en 1994), en réalité sur base de Rover 400.
C'est à l'occasion de la conception de la série 200 que Rover développe les nouveaux moteurs essence série K, résultat d'un lourd investissement de près de 250 millions de £, qui allaient progressivement équiper la quasi-totalité des modèles du constructeur et servir de base au futur moteur V6.
La série 200 de seconde génération est emblématique des productions Rover en ce qu'elle est le « plus grand succès commercial » de la marque avec près de 950 000 exemplaires produits, tout en représentant une forme d'aboutissement de l'association avec Honda initiée quelques années auparavant.

##### Rover 75

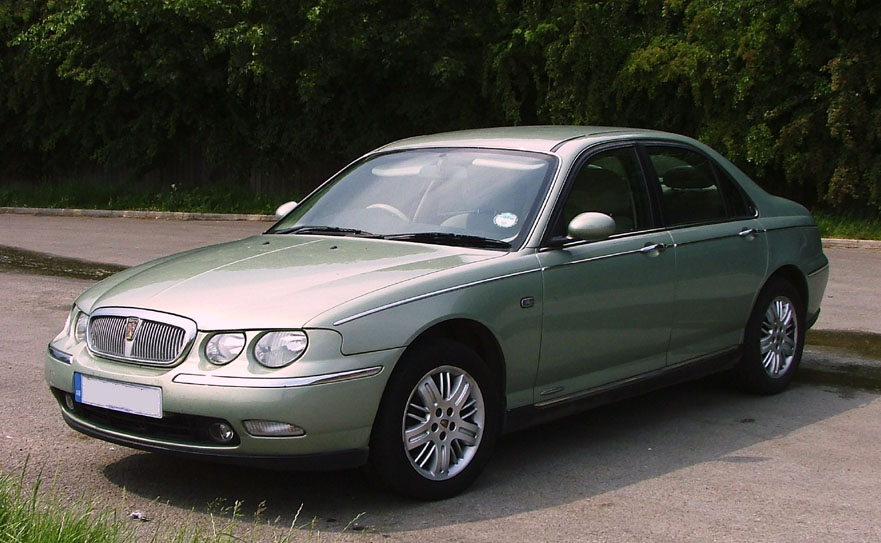
Une Rover 75.

Remplaçante des séries 600 et 800, elle sort en avril 1999. Initialement, le constructeur envisageait de remplacer ces deux modèles ainsi que le coupé 800 par trois véhicules distincts, ce qui fut abandonné faute de moyens. Le projet reçoit ensuite des financements jusqu'alors inconnus par Rover : après le rachat du groupe, BMW le finance à hauteur de plus de 8 millions de £ et rénove l'usine de Cowley où doit être assemblée la voiture.
Présentée en octobre 1998 lors du salon automobile de Birmingham en même temps que la nouvelle Jaguar S-Type, la Rover 75 est plébiscitée par les journalistes. Son dessin « rétro » est dû à Richard Woolley, designer en chef et à qui l'on doit notamment le dessin de la série 200 de seconde génération ou de la série 600. Équipée de motorisations essence Rover (moteur série K et nouveau bloc six-cylindres KV6 fiabilisé) et Diesel d'origine BMW, la 75 reçoit un accueil très positif qui n'est pas suivi d'effet : il s'agit d'un échec commercial pour BMW qui décide de vendre la marque.
À la suite du rachat de la marque par Phoenix en 2000, la ligne de production de la 75 est déménagée vers l'usine de Longbridge. Une déclinaison break sort à la même époque suivie en 2004 d'une version équipée d'un V8 d'origine Ford. Avec la faillite de l'entreprise disparait en 2005 ce qui reste le dernier véhicule conçu par Rover, après 211 175 exemplaires produits.

#### Récompenses
Deux véhicules de Rover ont reçu le Trophée européen de la voiture de l'année, considéré comme l'un des prix les plus prestigieux en Europe. Il s'agit d'une part de la Rover P6 en 1964, c'est-à-dire à l'occasion de la première édition de l'événement, puis de la Rover SD1 en 1977 :
- 1964 – Rover P6 ;
- 1977 – Rover SD1.

### Chiffres de production
| 1946    | 1947    | 1948    | 1949    | 1950    | 1951    | 1952    | 1953    | 1954    | 1955    | 1956    | 1957    | 1958    | 1959    | 1960    |
| ------- | ------- | ------- | ------- | ------- | ------- | ------- | ------- | ------- | ------- | ------- | ------- | ------- | ------- | ------- |
| 5 115   | 8 220   | 9 170   | 7 989   | 21 335  | 27 639  | 25 359  | 26 570  | 33 621  | 42 290  | 41 476  | 34 664  | 41 511  | 40 106  | 52 704  |
| 1961    | 1962    | 1963    | 1964    | 1965    | 1966    | 1967    | 1968    | 1969    | 1970    | 1971    | 1972    | 1973    | 1974    | 1975    |
| 45 842  | 48 133  | 45 457  | 75 199  | 74 919  | 74 284  | 68 528  | 78 988  | 85 226  | 83 626  | 90 689  | 88 351  | 85 957  | 73 690  | 83 096  |
| 1976    | 1977    | 1978    | 1979    | 1980    | 1981    | 1982    | 1983    | 1984    | 1985    | 1986    | 1987    | 1988    | 1989    | 1990    |
| 89 376  | 77 656  | 54 462  | 46 599  | 25 619  | 35 885  | 32 885  | 33 455  | 46 804  | 81 760  | 81 646  | 134 697 | 144 493 | 133 686 | 161 108 |
| 1991    | 1992    | 1993    | 1994    | 1995    | 1996    | 1997    | 1998    | 1999    | 2000    | 2001    | 2002    | 2003    | 2004    | 2005    |
| 170 880 | 186 282 | 221 042 | 267 520 | 261 827 | 298 434 | 324 069 | 299 412 | 203 755 | 156 782 | 134 233 | 96 272  | 74 224  | 56 520  | 14 954  |

Le graphique qui aurait dû être présenté ici ne peut pas être affiché car il utilise l'ancienne extension Graph, désactivée pour des questions de sécurité. Des indications pour créer un nouveau graphique avec la nouvelle extension Chart sont disponibles ici.

De 1948 à 1977, la production est majoritairement constituée de véhicules Land Rover,. La baisse des volumes de production de 1978 (-30 %) s'explique ainsi par l'émancipation des tout-terrain Land Rover, dorénavant produits par une entité indépendante.
L'année 1964 est marquée par une importante hausse de la production (+65 %) à la suite de l'arrivée de la nouvelle Rover P6, aux côtés des P4 (en fin de carrière), P5 et Land Rover. Il faut ensuite attendre 1984 pour voir un autre modèle construit aux côtés de la SD1 — la nouvelle série 200 — ce qui explique la hausse importante de la production à partir de l'année 1985 (+75 %). Au cours de l'année 1986, un troisième modèle apparait — la nouvelle série 800 — et entraine une nouvelle augmentation de la production en 1987 (+65 %). Les volumes connaissent ensuite une hausse régulière de 1989 à 1997 (+142 %) — période marquée par l'important développement de la gamme — avec un pic historique de 324 069 véhicules produits en 1997. La production décline à partir de 1998, consécutivement au retrait brutal de la Rover 100, à la suite d'un crash test catastrophique, avant d'enregistrer une chute très importante en 1999 (-32 %) — qui explique la décision de BMW de jeter l'éponge et de vendre au plus vite. Les années suivantes voient une diminution régulière de la production se poursuivre, jusqu'à la faillite définitive du groupe MG-Rover en 2005.

### Sites
L'entreprise Starley & Sutton Co. est fondée en 1884 à Coventry, dans les Midlands de l'Ouest. Devenue plus tard la J. K. Starley & Co. Ltd puis la Rover Cycle Company Ltd, elle reste implantée dans cette même ville, précisément Queen Victoria Road. Juste après de la Première Guerre mondiale, Rover rachète une usine de munitions situées à Tyseley, un quartier de Birmingham.
C'est au tournant des années 1920 et 1930, sous l'influence de Spencer Wilks, qu'une nouvelle usine est construite à Coventry, sur Helen Street. L'usine de Birmingham ne sert plus qu'à la production de moteurs et d'éléments de transmission. Deux « usines fantômes » (shadow factories) issues du programme militaro-industriel du gouvernement britannique échoient à la fin des années 1930 à Rover, l'une à Acocks Green et l'autre à Solihull, respectivement quartier et ville voisine de Birmingham. Les bombardements de la Seconde Guerre mondiale poussent Rover à abandonner ses usines historiques de Coventry : celle située Helen Street est revendue rapidement tandis que celle située Queen Victoria Road reste utilisée transitoirement, le temps d'affecter l'usine de Solihull rachetée au gouvernement à la production automobile. Rover dispose alors deux sites de production, à Solihull et à Birmingham.
Il faut attendre le début des années 1980 pour que la production de la marque déménage de l'usine de Solihull, désormais consacrée à la production des Land Rover, à l'usine Austin de Longbridge (Birmingham) ainsi qu'à Cowley. Cette ancienne usine Morris est située près d'Oxford et constitue donc le premier établissement du constructeur en dehors des Midlands de l'Ouest. Le siège social est quant à lui déménagé à Canley (en), un quartier du sud-ouest de Coventry, dans les locaux des anciennes automobiles Triumph, où sont plus tard également installées les bureaux de design.
Le siège social fait ensuite l'objet de changements réguliers. Ainsi, il est déménagé de Canley (en) à Bickenhill (dans la banlieue de Birmingham) en 1993 avant d'être transféré à Warwick (au sud de Coventry) à la fin 1996 puis à nouveau déplacé à Longbridge en 2000, après la vente du constructeur par BMW.
En 1998, la productivité à l'usine de Longbridge est la plus faible de Grande-Bretagne et l'une des plus faibles du monde (aux côtés de l'usine PSA de Sochaux, avec 31 véhicules produits par employé). Les dernières usines du constructeur, Longbridge et Cowley, appartiennent respectivement aujourd'hui au groupe automobile chinois SAIC où MG dispose de son bureau d'études et à BMW, qui y produit les nouvelles Mini depuis 2001.

## Image et communication

### Nom
Le nom « Rover » est en premier lieu attribué à la bicyclette inventée par John K. Starley, la Rover Safety Bicycle, avant de devenir le nom de la société qui la construit. Rover est un terme anglais issu du verbe to rove que l'on peut traduire soit simplement par pirate soit définir, en l'absence de réel équivalent en français, par une personne qui erre, vagabonde, qui parcourt un espace donné sans but précis,, sans toutefois posséder de sens péjoratif comme le vagabondage peut en avoir en français. Il est à rapprocher des verbes to roam et to wander de même sens : voyager sans but ni direction,.

### Identité visuelle
Compte tenu du sens du terme Rover, l'emblème de la marque est rapidement devenu, par extension du nom à son acception maritime de sea rover, un viking ; un guerrier scandinave orne ainsi — en option — les bouchons de radiateur des véhicules à compter de 1922, remplacé ultérieurement par la seule tête d'un viking. Le dictionnaire Collins définit en effet le nom viking, outre comme un guerrier scandinave du Moyen Âge, comme un terme générique synonyme de pirate.
Le drakkar, vu de la proue et vent arrière, apparait quant à lui pour la première fois, sur un radiateur, en 1929. Il s'agissait alors d'une silhouette noire d'un navire fendant les flots, eux-mêmes bleus. Le logo représentant un drakkar doré à la voile rouge sur fond noir, apparait quant à lui au centre de la calandre d'une Rover P6 en 1963 ; il n'a ensuite eu de cesse d'évoluer, souvent à la marge (forme des vagues, police de caractère, détails du drakkar, etc.). Il faut noter que de 1976 à 1979, la Rover SD1 arbore un logo de calandre argenté et différent, ne laissant apparaitre que la silhouette du navire. La dernière évolution du logo a lieu en 2003, lorsque le navire passe de l'or au gris, tout en perdant en détail.

Logotype du début du XXe siècle.
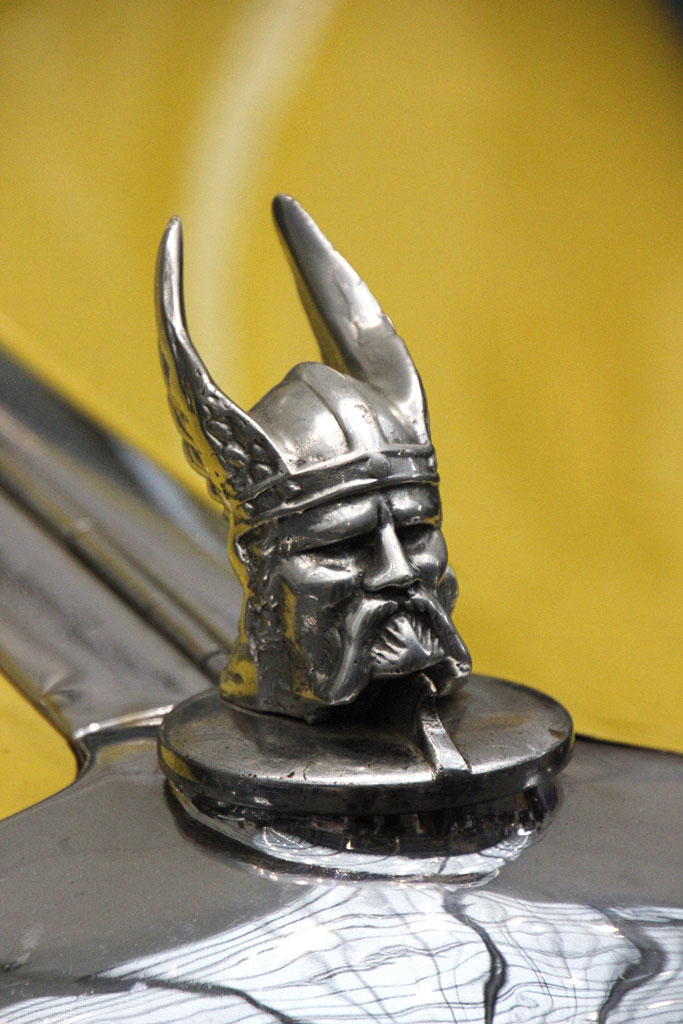
Bouchon de radiateur à tête de viking.
Logo utilisé de 1929 à 1963.
Logo utilisé de 1963 à 1979.
Évolution du logo précédent (1979-2003).
Dernière évolution (2003-2005).

### Slogans
En 1937, le lancement de la P2 s'accompagne d'une importante campagne de communication qui voit l'adoption par la marque d'un slogan : One of Britain's fine cars (« L'une des voitures britanniques les plus raffinées »). Ultérieurement, les slogans adoptés par la marque sont moins des devises pour le constructeur que des thèmes de campagnes publicitaires, fluctuantes d'une année sur l'autre. Ainsi du slogan de 1982 Move over with Austin Rover (« Passer à autre chose avec Austin Rover ») ou de ses successeurs Relax, it's a Rover (« Détendez-vous, c'est une Rover »), Driving is believing (« Conduire, c'est croire »), Driving at its best (« La conduite à son meilleur ») ou encore Now we're motoring (« Maintenant nous avançons »). Il faut attendre les années 1990 pour que se mette en place une véritable stratégie en la matière avec l'adoption du slogan Above all, it's a Rover (« Avant tout, c'est une Rover ») pour l'ensemble des modèles de la marque, donnant l'idée de Rover d'une marque différente et supérieure en qualité. Le dernier slogan de la marque est A class of its own (« Une classe à part »).

### Compétition
Constructeur de véhicules haut-de-gamme, Rover n'a pas de réelle tradition sportive. Conscient des retombées économiques et marketing potentielles, le constructeur décide cependant de mettre en place une stratégie sportive au mitan des années 1960. Ainsi, plusieurs Rover P5 sont engagées lors de l'édition 1963 du Rallye Safari dont l'une termine la course. Puis les années 1964 et 1965 voient l'engagement de P6 modifiées selon les standards du Groupe 2 établis par la Fédération internationale de sport automobile. Roger Clark prend la sixième place du rallye Monte-Carlo 1965 — le meilleur résultat qu'obtiendra l'équipe. En 1966, le constructeur prépare quatre voitures selon les standards du groupe 1 qui imposent des modifications moins importantes, avec l'arrière-pensée de promouvoir la fiabilité de sa voiture de série. Au départ du rallye Monte-Carlo 1966 se trouvent ses quatre véhicules officiels et trois P6 privées. Le meilleur équipage — Geoff Mabbs et Jim Porter — termine à la dixième place du classement général tandis que Rover se retire subitement du championnat.
En 1968, deux Rover P6 et un Land Rover sont engagés par la marque avec la participation de l'armée britannique au Rallye-marathon Londres-Sydney, ancêtre des rallye-raids contemporains. Les deux P6 termineront respectivement aux 39 et 44es places au classement général.

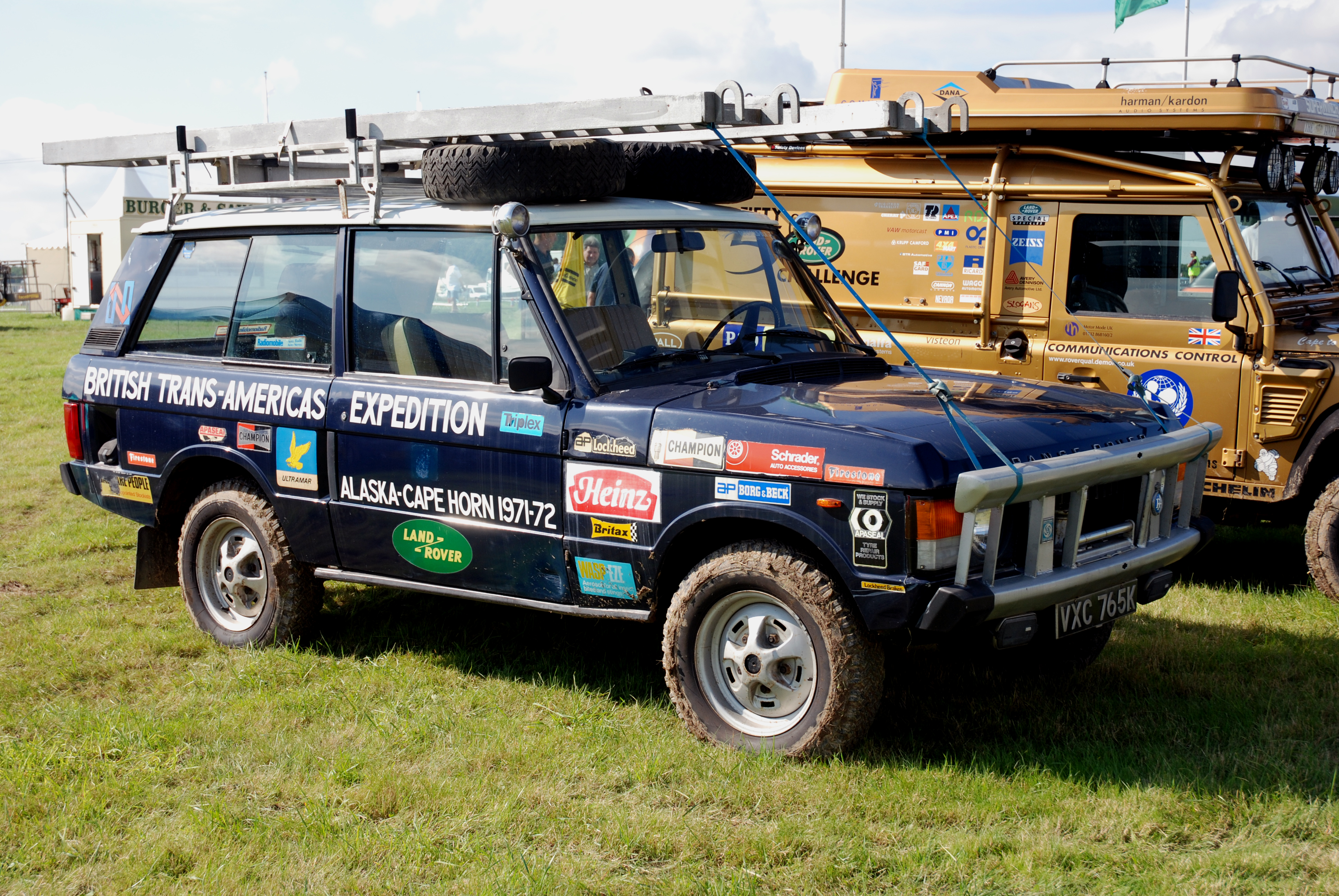
Un Range Rover de l'expédition transaméricaine de 1972.

À l'été 1970, une Rover P6 est à nouveau engagée dans un autre marathon de la route, les 86 heures du Nürburgring. La voiture fait sensation en prenant rapidement la tête et en creusant un écart important, porté à plus de 6 tours lorsque l'équipage doit abandonner, vers la quinzième heure de course,. Curieusement, ce fait d'armes sportif a lieu une semaine après l'annonce officielle par British Leyland de l'abandon de toute compétition officielle ; il est même demandé de détruire toute archive du département compétition du groupe.
Les véhicules tout-terrain sont eux aussi mis à contribution et continueront d'ailleurs à bénéficier de l'engagement officiel du constructeur après 1970. Ainsi, il est envisagé de recourir au nouveau Range Rover, encore à l'état de prototype, lors du Rallye-marathon Londres-Mexico de 1970. Le projet échouera faute de temps, mais dès l'année suivante, un Range Rover est engagé sur le Senior Service Hillrally au Pays de Galles dont il remporte le classement général. L'absence d'engagement officiel privera cependant la marque d'importantes retombées médiatiques et économiques. Au cours des années suivantes, le Range Rover est régulièrement retenu par les équipages de rallyes-raids et autres expéditions automobiles, parfois avec le soutien du constructeur, comme lors de la British Trans-Americas Expedition de 1972.

## Personnalités liées à Rover

### David Bache
David Bache est à l'origine du dessin de quelques-unes des plus célèbres Rover. Designer automobile né en 1925, il aura effectué la totalité de sa carrière auprès de constructeurs anglais. Entré chez Austin en 1948, il est recruté par Rover en 1954 où il devient le premier designer du constructeur, en lieu et place des traditionnels ingénieurs,.
Sa première réalisation concerne le restyling de la Rover P4, notamment la nouvelle calandre ayant fait disparaître le phare central ayant valu à la voiture le surnom de « cyclope » ; il enchaine ensuite avec une remise à niveau stylistique du Land Rover. En 1955, influencé par la Citroën DS et la dernière Facel Vega, il élabore un design osé pour la future P5, ce qui déplait fortement à Spencer Wilks pour qui une Rover n'a pas vocation à « faire tourner les têtes », conformément à la philosophie discrète et bourgeoise de la marque. Il revoit donc sa copie et la P5 sort en 1958. Il s'agit de sa première réalisation majeure, suivie en 1962 de la version dite coupé du modèle. Le véhicule resta pratiquement inchangé pendant les 15 ans de sa production,,.
Les décennies suivantes sont celles de la consécration. La P6, sortie en 1963, remporte le premier trophée de Voiture de l'année l'année suivante et redynamise l'image de marque du constructeur jusqu'alors perçue comme quelque peu ringarde. En 1970, il supervise le design du nouveau Range Rover avant de dessiner la Rover SD1 en 1976. Novatrice par son hayon dans cette catégorie de véhicule, inspirée des lignes de la Ferrari 365 Daytona, celle-ci obtient à son tour le titre de voiture de l'année,.
Devenu entre-temps, en 1975, directeur du design de British Leyland, il supervise l'ensemble des créations du groupe dont les projets Rover P8 de grande berline et P6BS de voiture de sport, projets avortés sur l'insistance de Jaguar. Il quitte le groupe anglais en 1981 à la suite de désaccords avec la direction dans la gestion des programmes Austin Maestro et Montego. Il crée alors son propre studio qu'il fait vivre jusqu'à son décès en 1994,.

### Charles Spencer King
Charles Spencer King est l'ingénieur derrière quelques-uns des plus grands succès de la marque. Né en 1925, Spen King devient apprenti chez Rolls-Royce en 1942, 
à 17 ans, à l'époque du développement des moteurs à réaction et à turbine à destination de l'aéronautique. Neveu des frères Wilks, il rejoint Rover en 1945 afin d'aider au développement, pour le compte de l'industrie automobile cette fois, de la turbine à gaz et participe ainsi à la conception de la Rover JET1 avec laquelle il atteindra la vitesse de 245 km/h,.
Il assiste ensuite au développement du prototype T3 dont les suspensions arrière DeDion lui valent d'être promu en 1959 ingénieur en chef, responsable des nouveaux projets. Il y supervise la création de véhicules emblématiques, à commencer par la P6 puis la SD1 et surtout le Range Rover, icône automobile à laquelle il reste associé. Hommage lui est d'ailleurs rendu en 1990 lors de la commercialisation d'une édition limitée à 200 exemplaires du Range Rover dénommée d'après ses initiales CSK. Il est cependant consterné par l'utilisation qui est faite de son grand œuvre d'ingénierie automobile lorsque les SUV — au premier rang desquels le Range Rover — finissent par être dévolus à un usage urbain, devenus symboles de pollution et d'excès alors qu'il se voulait à l'origine un véhicule polyvalent et populaire,.
Il quitte Rover contre son gré en 1968 pour prendre la tête de l'ingénierie Triumph. Tout en restant à ce poste, il retrouve Rover rapidement ce qui lui permet d'achever le projet Range Rover. Il mène les projets P8 et P9 (abandonnés) puis SD1 aux côtés de Gordon Bashford. Celle-ci fut mécaniquement moins évoluée que la P6 qu'elle remplace et sa qualité de fabrication parut indigne à King. Cette recherche de la qualité, défaillante à cette époque chez British Leyland, est un mantra pour l'ingénieur.
Devenu directeur de l'ingénierie et de la planification des produits du groupe British Leyland en 1979, il y supervise les projets des futures Austin Metro et Maestro tout en conduisant des recherches en aérodynamique afin de favoriser les économies de carburant. On lui doit ainsi le prototype ECV3 (Energy Conservation Vehicle) consommant moins de 3 l/100 km et à l'origine des futurs moteurs Série-K de la marque. Retraité en 1985, il meurt en 2010 d'un accident de vélo.

### Maurice Wilks

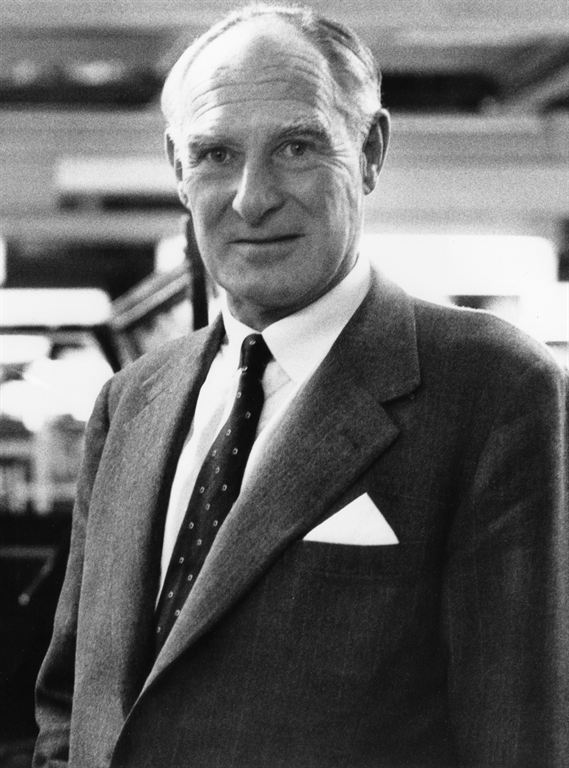
Maurice Wilks.

Maurice Wilks est l'ingénieur des premiers succès du constructeur, au premier rang desquels le Land Rover. Né en 1904, il travaille un temps aux États-Unis pour General Motors avant de retrouver son frère Spencer en tant qu'ingénieur chez Hillman. Lorsque ce dernier intègre Rover, il le suit en 1930 et devient ingénieur en chef de la marque. Au cours de la Seconde Guerre mondiale, il supervise les recherches sur le moteur à réaction menée conjointement avec Frank Whittle. Il améliore grandement le concept de ce dernier — non sans résistance — et Rolls-Royce s'appuiera ultérieurement sur ses travaux pour la mise au point de ses turboréacteurs Derwent et Nene.
En 1946, il est nommé directeur technique de Rover et développe, avec l'aide de son frère, le futur Land Rover, tout-terrain économique inspiré d'une Jeep qu'il utilisait lui-même dans sa ferme d'Anglesey. Entrée en production à Solihull en 1948, cette icône automobile fera beaucoup pour redresser Rover au sortir de la guerre. Il continue en parallèle ses recherches sur la turbine à gaz appliquée à l'automobile, avec l'aide de son neveu Charles Spencer King,.
Devenu directeur général (managing director) de Rover en 1960, il remplace son frère en tant que président (Chairman) en 1962. Considéré comme « l'un des ingénieurs les plus remarquables » de son pays, il meurt peu après, le 8 septembre 1963,,.

### Spencer Wilks

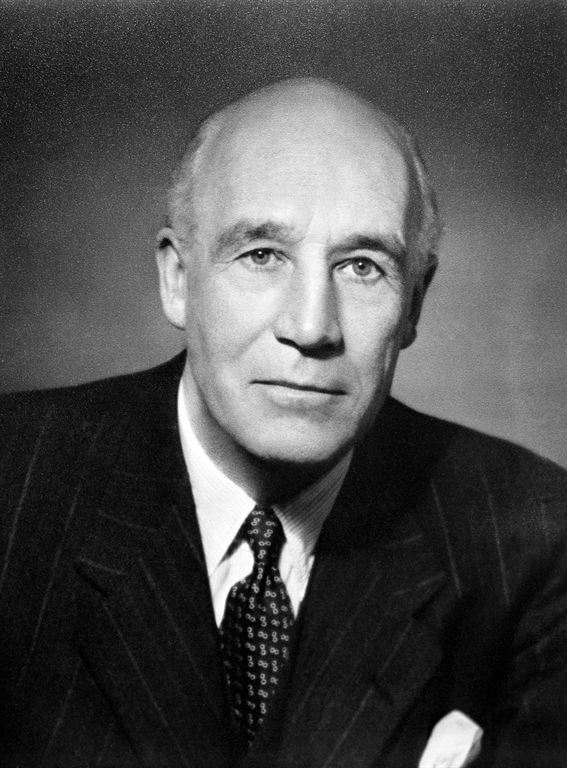
Spencer Wilks.

Spencer Wilks est l'un des grands artisans du redressement de Rover au début des années 1930 et de son ancrage réussi dans le segment des berlines haut-de-gamme. Né en 1891, l'aîné des frères Wilks étudie le droit et exerce avant la Première Guerre mondiale comme avocat avant d'entrer chez Hillman, un autre constructeur automobile britannique. Il épouse d'ailleurs Edith, l'une des filles du fondateur William Hillman, avant de prendre conjointement la direction de l'entreprise à la suite du décès de Hillman, en 1921. Il entre chez Rover en 1929 lors de la restructuration de l'entreprise sous la direction de Franck Searle,,.
En tant que directeur stratégique (general manager) de Rover, Spencer Wilks privilégie la recherche de la qualité à l'augmentation de la production et s'oppose en cela aux vues de Searle pour qui la marque doit produire massivement. Il ne souhaite pas affronter les grandes marques généralistes de l'époque que sont Ford, Austin et Morris. Searle débarqué, Wilks impose ses vues, abandonne le projet Scarab de petite voiture économique et encourage la conception d'un nouveau moteurs six cylindres adapté au standing qu'il souhaite pour les véhicules Rover. On lui doit ensuite, conjointement avec son frère, l'idée de produire un véhicule utilitaire à vocation agricole, tout-terrain et économique et inspiré de la Jeep : le Land Rover entre en production en 1948 et renfloue les caisses de la société après la guerre,,.
Nommé directeur général (managing director) en 1934, il devient président (Chairman) de Rover en 1957 et le restera jusqu'à sa retraite en 1962, date à laquelle il en devient l'un des administrateurs (non-executive director). Il décède en 1971.

## Pour approfondir